# ナダール

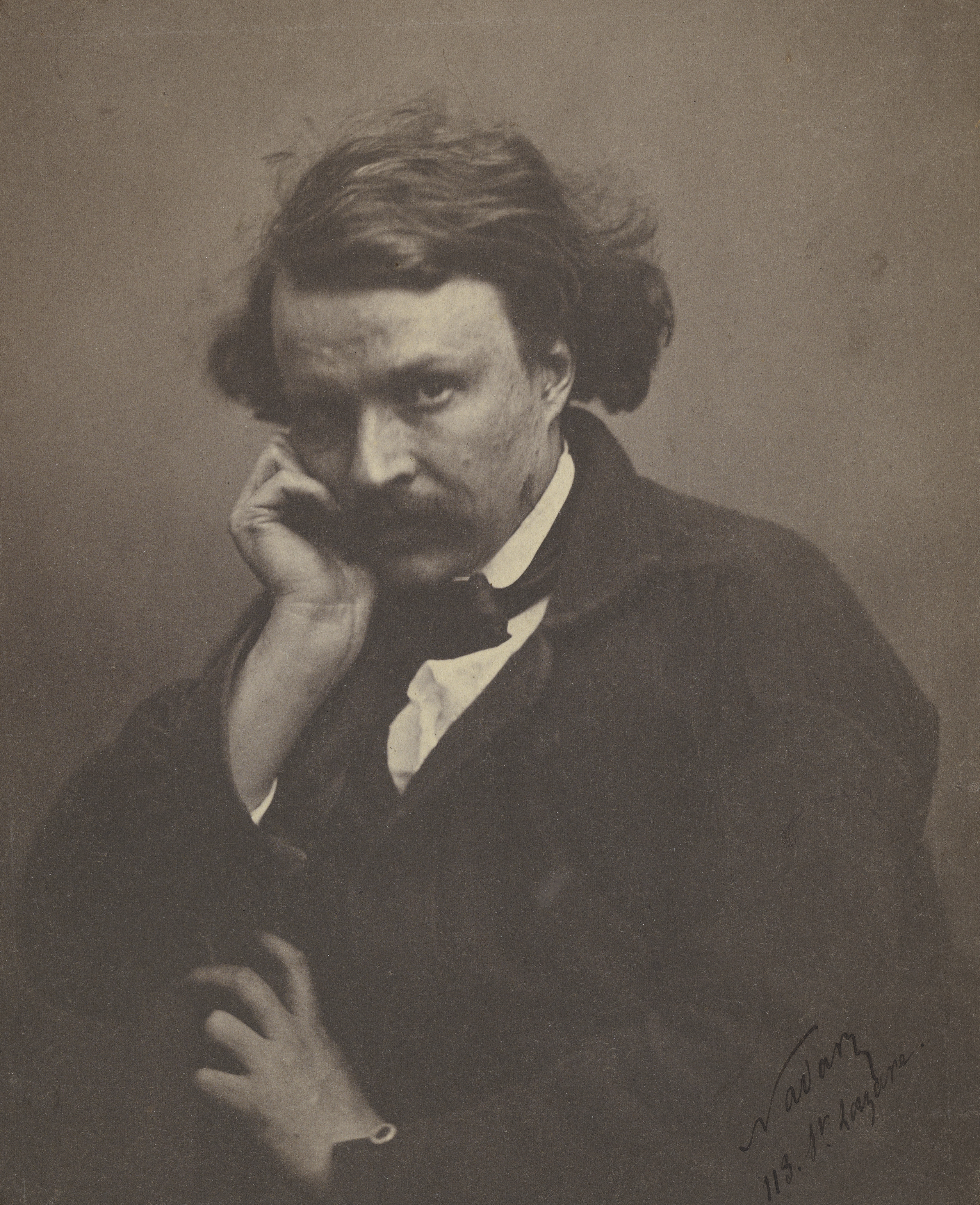
ナダールのセルフ・ポートレート（1855年）

ナダール（Nadar 、本名ガスパール＝フェリックス・トゥールナション Gaspard-Félix Tournachon、1820年4月6日 - 1910年3月21日）は、フランスの写真家。数多くの文化人や重要人物を撮影し肖像写真家として名を馳せたほか、風刺画家、ジャーナリスト、小説家、気球乗り・飛行技術研究家としても活躍した。

## 生涯

### 生い立ち

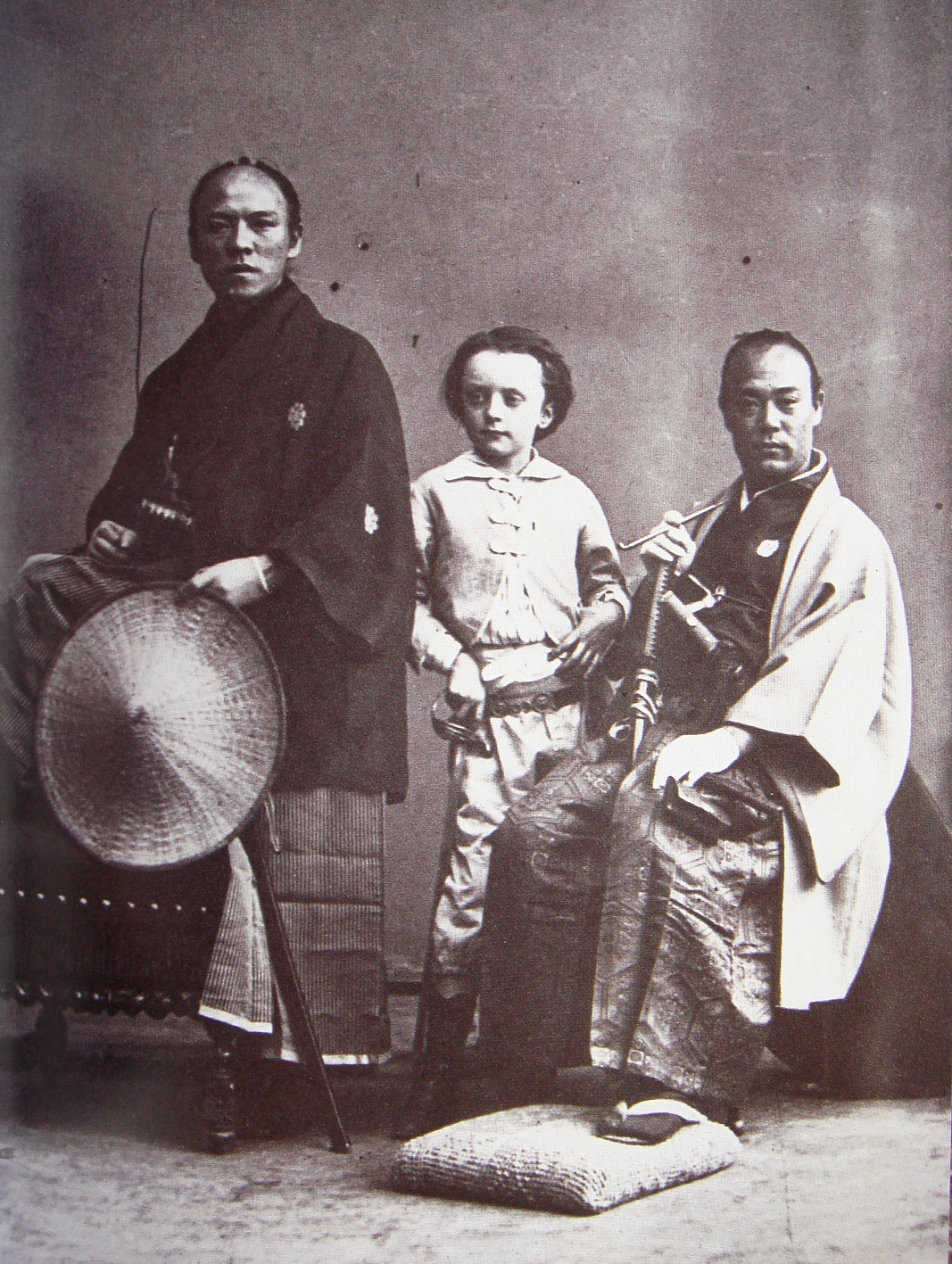
ナダールの息子ポールと日本の第2回遣欧使節団、1863年

ガスパール＝フェリックスは1820年にパリのサントノレ通り界隈（リヨンとする資料もある）で産まれた。ガスパール＝フェリックスは巨体で赤毛で、放浪癖のある若者だった。両親はリヨン出身で、父ヴィクトルはパリに出て書店主・出版業者として成功していた。若い頃のガスパール＝フェリックスは、父に反抗してしばしばパリの貧民街などに移り住んだ。ガスパール＝フェリックスはその後サン・ラザール駅至近のリセ・コンドルセ（コンドルセ中等学校, Lycée Condorcet）で学んでいる。
1837年の父ヴィクトルの死後、ガスパール＝フェリックスはリヨンで医学を学んだが、財政的支援もなく母や弟の生活の面倒も見なければならなかったため、生活の糧を探すほうが先決だった。ガスパール＝フェリックスはリヨンの新聞各紙にさまざまな記事を寄稿した後、パリに戻り新聞へ詩人たちやボヘミアン的な生活を送る芸術家を主人公にした小説などを書いていた。この時期、芸術家の友人たちはガスパール＝フェリックスを「トゥールナダール」（Tournadar）とあだ名した。ガスパール＝フェリックスはすべての単語の語尾に「ダール」（dar）をつけて話す遊びをよくしていたため、友人はトゥールナションの代わりにガスパール＝フェリックスをトゥールナダールと呼んだのである。これが後に省略され、「ナダール」という通り名になった。
ナダールの生活は極めて厳しく、さまざまな注文に応えて小説や戯画を書いて糊口をしのぐ毎日だったが、友人たちの財政支援でナダールは「ル・リーブル・ドール」（Le livre d'or）という雑誌を発行することができ、その編集長となった。知識豊かなナダールはバルザック、大デュマ、オノレ・ドーミエといった小説家や画家たちと協力し雑誌を成功させたが、わずか9号で廃刊せざるを得なかった。

### 戯画家
ナダールはこの後、戯画家として活動することになる。「Le Corsaire-Satan」への寄稿をきっかけにナダールは石版画へと転向する。フランス2月革命前夜の1848年初頭に風刺新聞『ル・シャリヴァリ』（Le Charivari）の風刺画家となった。
1848年3月30日、ナダールは兄とともにナダールスキーの偽名を使ってポーランドに渡り、当地の革命を助けようとしたが逮捕され、鉱山での労働という刑を受けた。ナダールは本国フランスへの強制送還の措置を断って自力でパリに帰ろうとし、ザクセン王国領内でプロイセン王国政府関係者により取り調べられるなどの苦難にあいながら帰国した。パリに戻ってすぐ、今度は当時の政府の外務省幹部となっていた出版業者・編集者ピエール・ジュール・エッツェル（Jules Hetzel）によってエージェントの職を打診される。ナダールはポーランドでの苦難にもかかわらずこの話に乗り、プロイセン国境でのロシア軍の動向を調査するために出国した。
1849年には雑誌「ラ・ルヴュー・コミック」（Revue comique）、「ル・ジュルナル・プル・リール」（Petit journal pour rire）などの風刺新聞を発行する。この時期のナダールの仕事には、「ル・ジュルナル・プル・リール」誌のために執筆した風刺画シリーズ（たとえば1852年の『展覧会の風刺』、『魔法のランプ』）が挙げられる。特に、1851年から始めて1854年に完成した、当時の重要人物300人以上を描いた風刺肖像画シリーズ『パンテオン・ナダール』はナダールの名声を高めた。

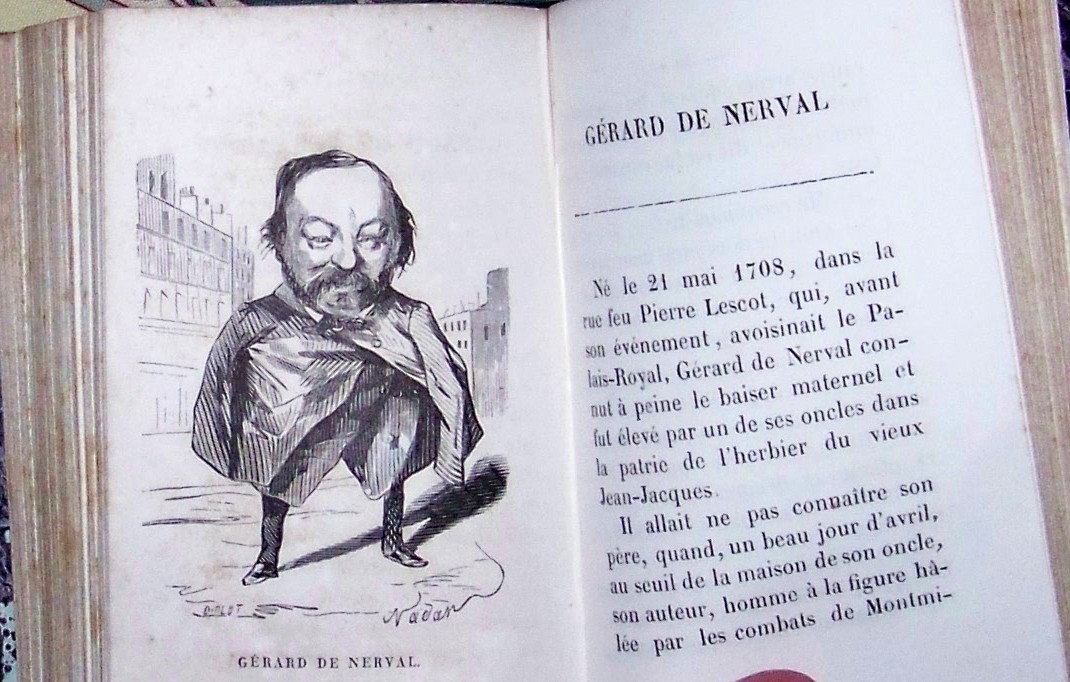
ジェラール・ド・ネルヴァル
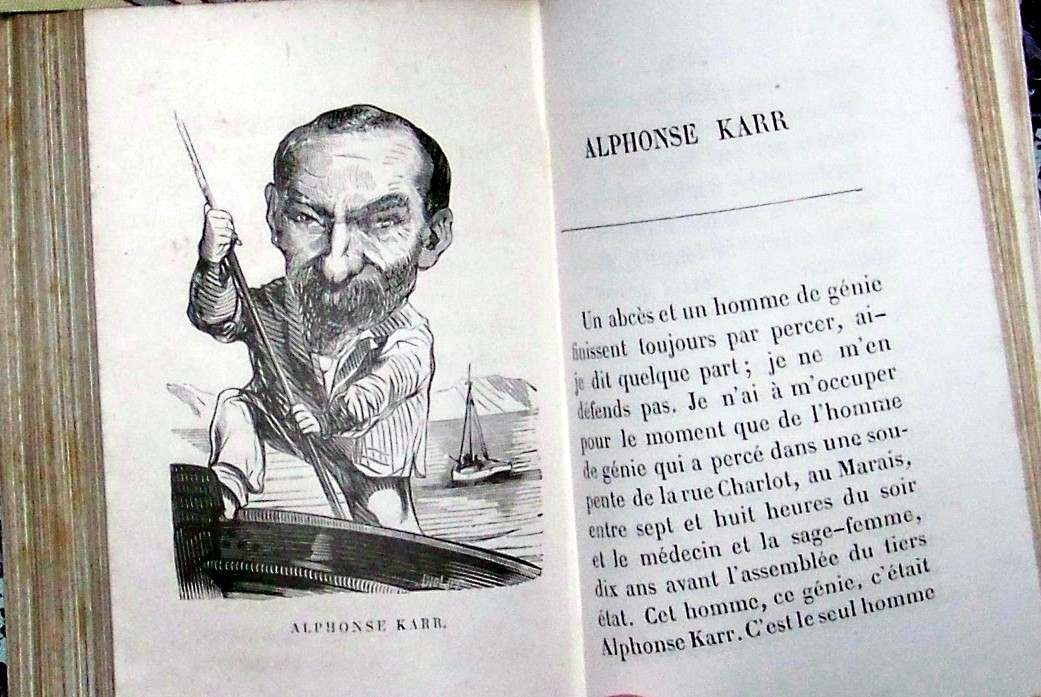
アルフォンス・カー（フランス語版）
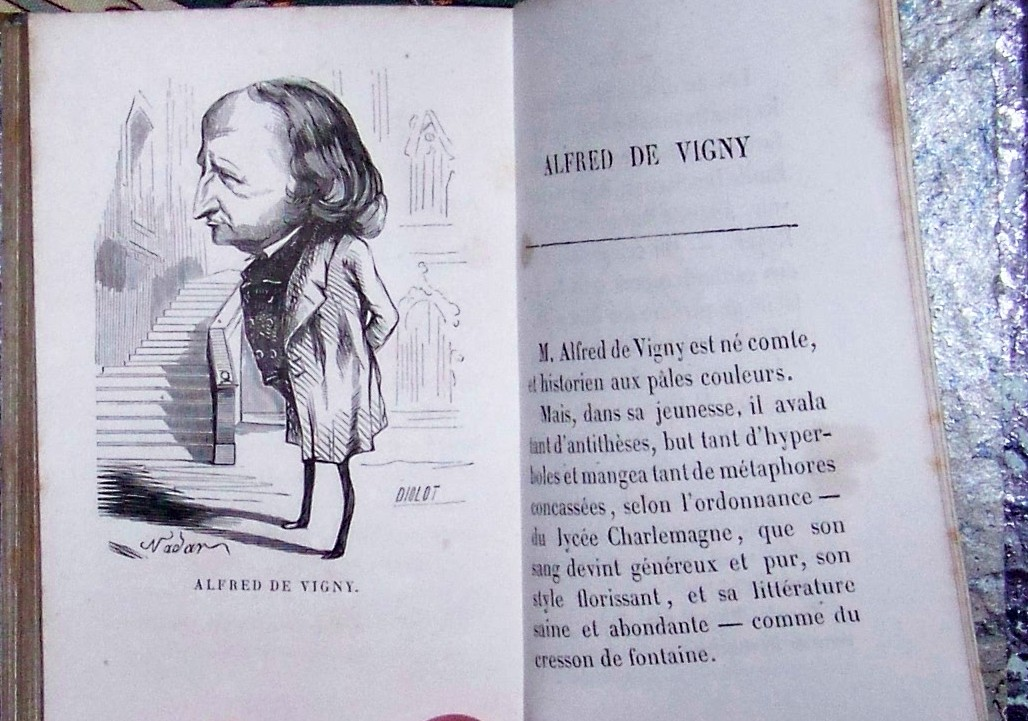
アルフレッド・ド・ヴィニー
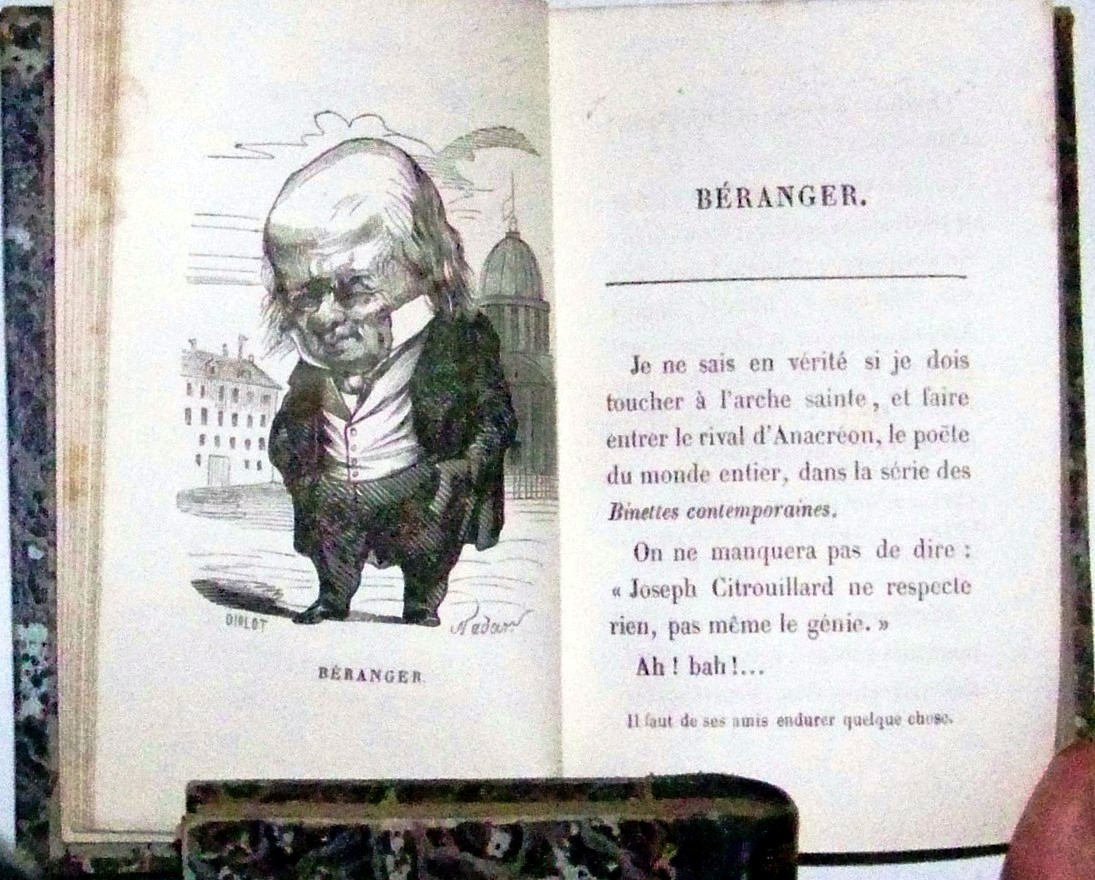
ピエール＝ジャン・ド・ベランジェ
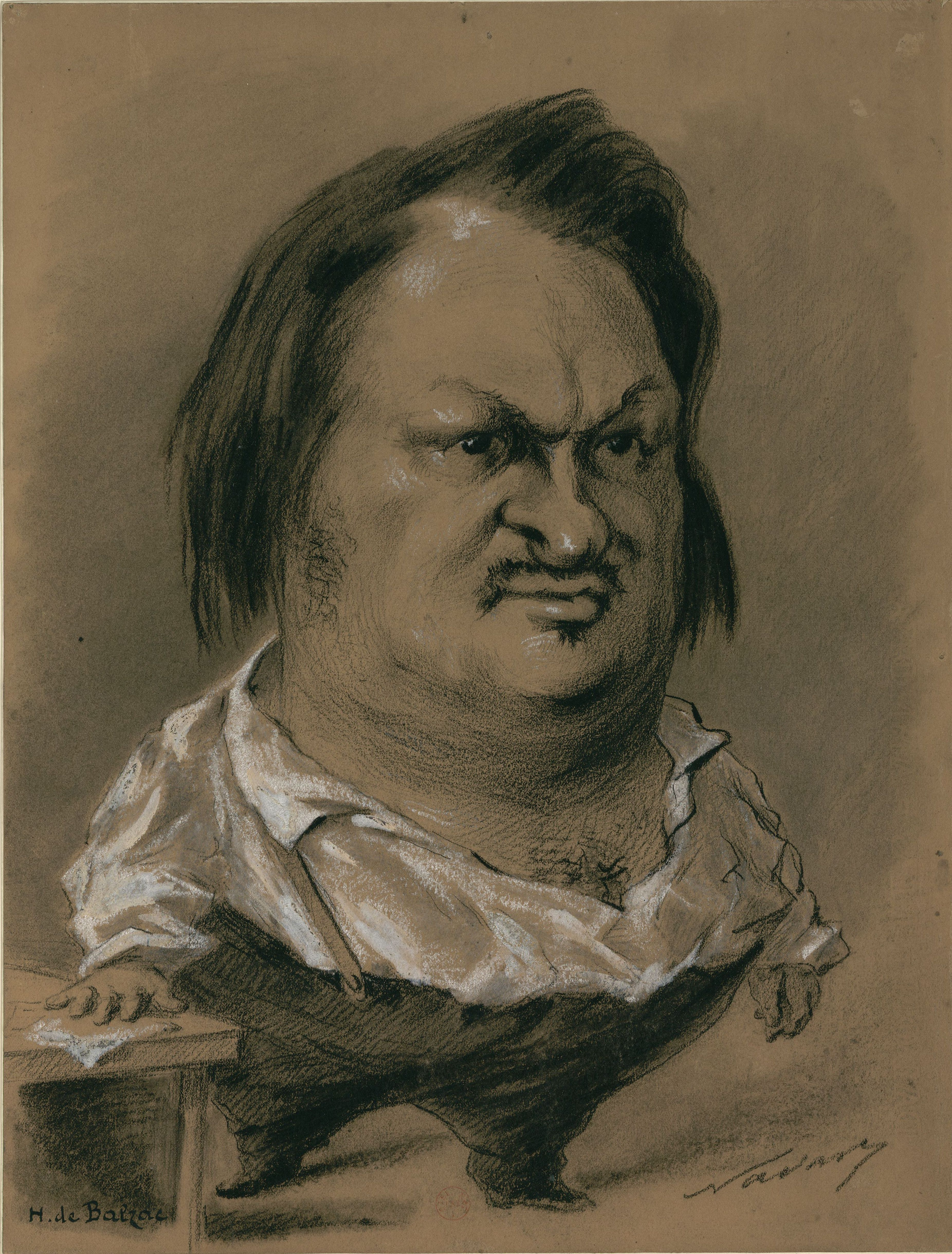
オノレ・ド・バルザック

### 肖像写真・空中写真
1854年、余裕のできたナダールは、現在のパリ9区界隈サン・ラザール街（サン・ラザール通り, Rue Saint-Lazare）にある建物へ移転した。日光のよく入る部屋をアトリエにして、ナダールは新技術である写真による肖像の探求に打ち込み、ここで写真スタジオを開いた。当時、写真はダゲレオタイプに代わり湿式コロジオン法が開発され、普及するなど技術革新が進み、パリ中に写真館が登場し、肖像写真を撮ってもらうことがブームとなっており、ナダールの写真館も軌道に乗り始める。同年、ナダールはプロテスタントの裕福な家庭出身の若い女性エルネスティーヌと結婚したが、結婚後も若い芸術家や詩人などボヘミアンたちとの交友や彼らへの支援は続いた。また同時期、ナダールは弟を支援して肖像写真家としての腕を磨かせたが、弟も「ナダール」の名で写真業を営もうとしたため兄弟で争いとなった。
ナダールは、画家の道具が素材の革新で野外に持ち出せる道具になったのと同様に、写真機も外出や旅行へ手軽に持ち出せる道具となるべきだと考えた。これにナダール自身の気球への関心や気球操縦者としての活動が加わり、1858年10月23日、パリ西部近郊クラマールにおいて、ナダールは気球研究家のゴダール兄弟が操縦する気球で世界初の空中撮影を行った。真上からの視点で見たパリ市街の写真に、こうした視線から都市を見たことのない当時の人々は非常に驚いた。気球に乗って写真を撮るナダールを描いたドーミエの風刺画『写真を芸術の高みに浮上させようとするナダール』(Nadar, élevant la photographie à la hauteur de l'Art) は有名である。
また空中だけでなく地下にも興味を持ち、パリの地下に広がる墓地カタコンブ・ド・パリや下水道に入ってマグネシウムの人工光を用いた長時間露出で撮影したほか、性的な写真も撮影した。

自身の"旋回"セルフ・ポートレイト。1865年頃
ナダールの異母弟で写真家、カリカチュリストのアドリアン・トゥルナション
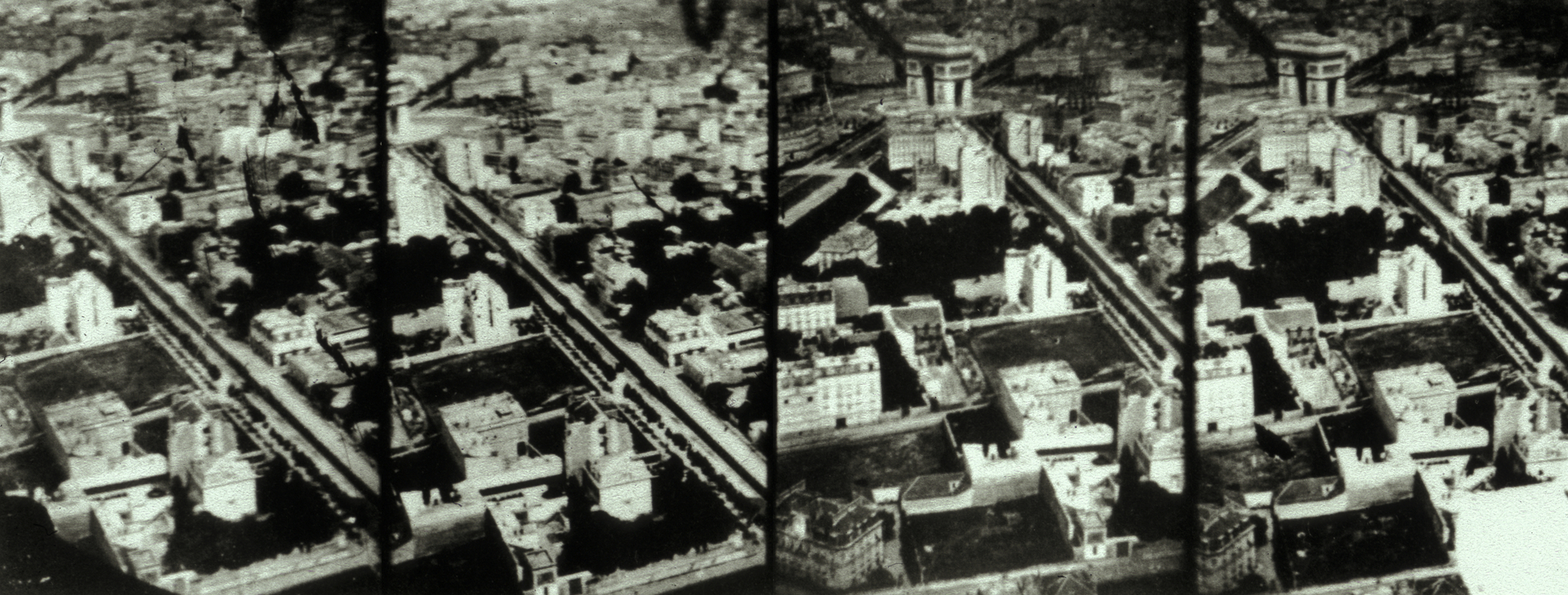
上空からのパリ市街地。1868年
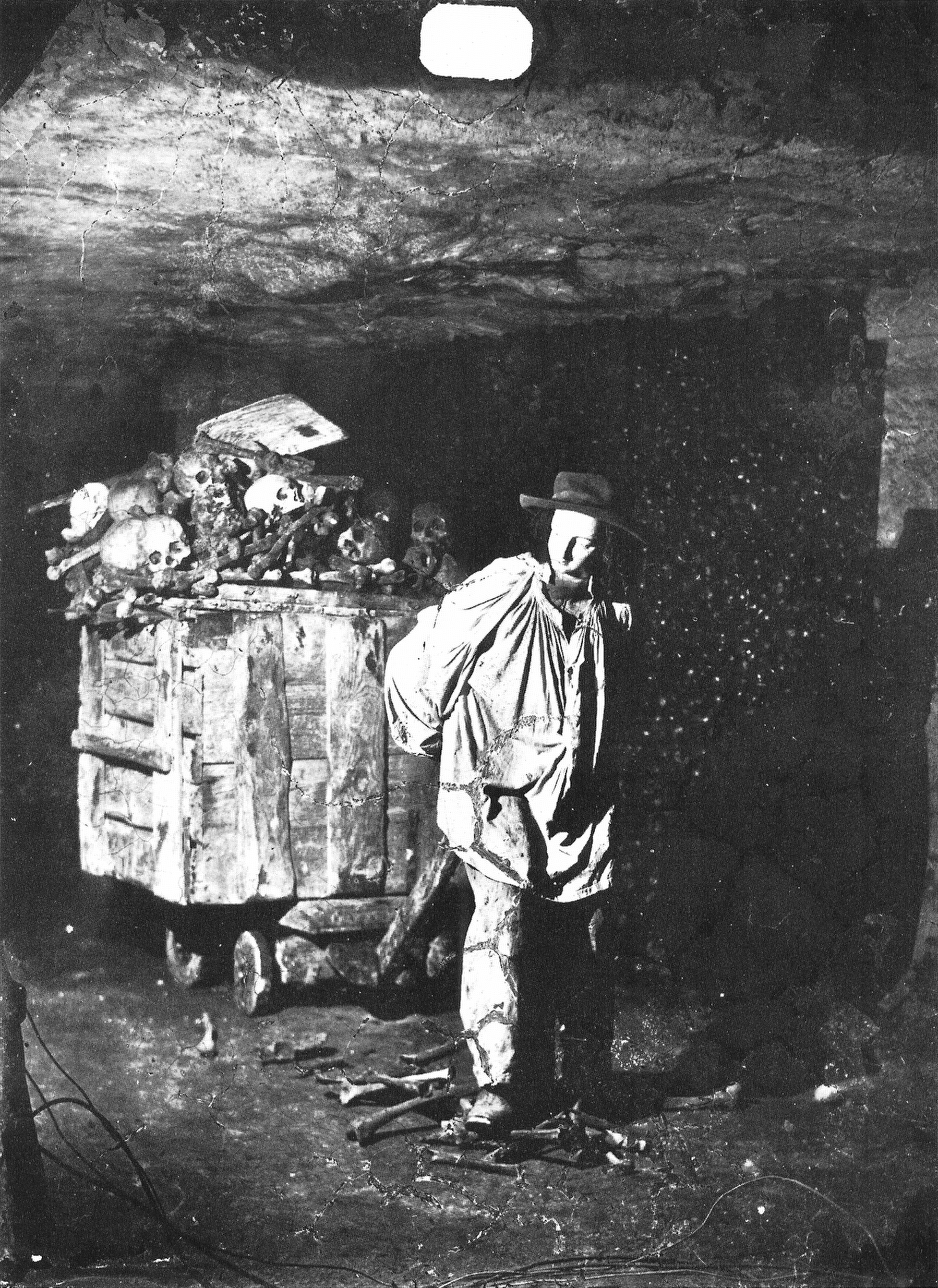
パリ市街地の地下のカタコンブを撮影したシリーズ。人工光を用いて20分以上露出して撮られたため、生きている人物はマネキンで代用した。
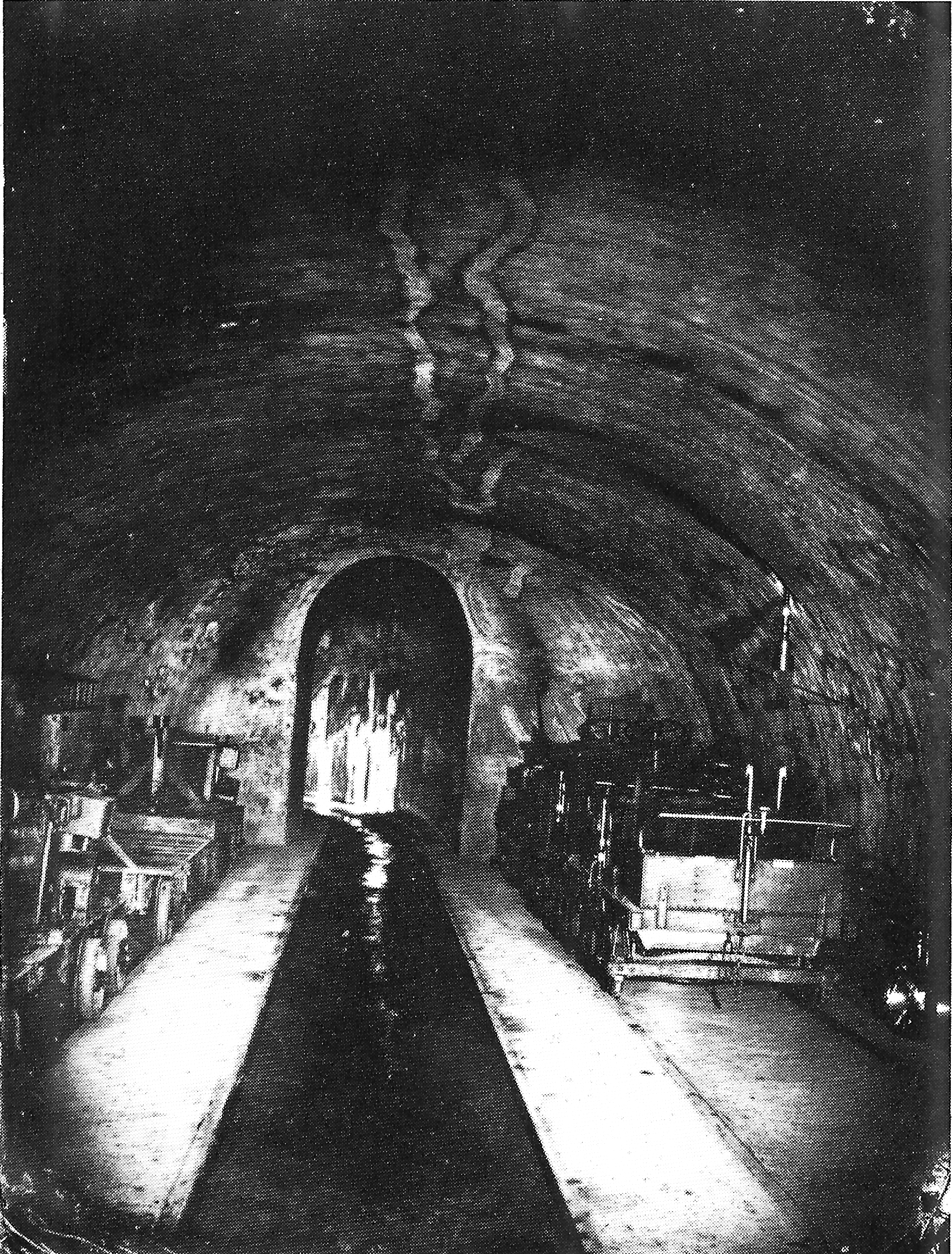
パリ市街地の地下の下水道を人工光で撮影したシリーズ。
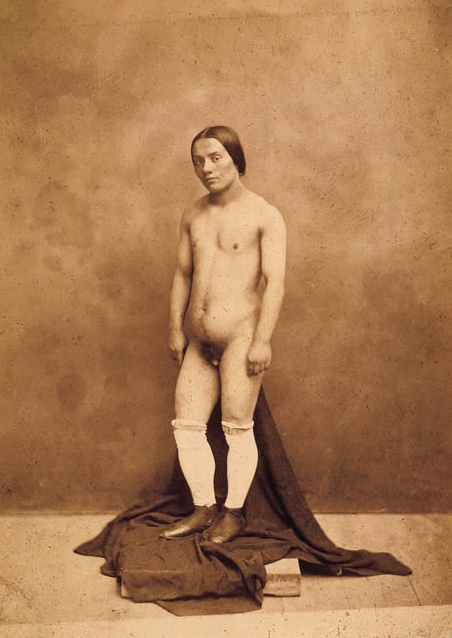
半陰陽の人物を撮影したシリーズ。

1860年、場所が狭くなってきたため、ナダールはスタジオをサン・ラザール街からカプシーヌ大通り (Boulevard des Capucines) 35番地に移した。ナダールはここで人工光による撮影の実験を行ったほか、シャルル・ボードレール、サラ・ベルナール、フランツ・リスト、ジョルジュ・サンドなど第二帝政期当時のフランスの主だった文化人を始め、政治家、軍人、君主などをも撮影し、肖像写真家として引く手あまたとなった。
ナダールの肖像写真はわざとらしさが少なく、対象となる者の自然さや精神性を引き出すことに成功している。これには装飾的要素の少なさや、アングルや光の当て方の工夫による、画面内の光が見る者に対して生む心理的効果が貢献している。

### 気球と飛行技術

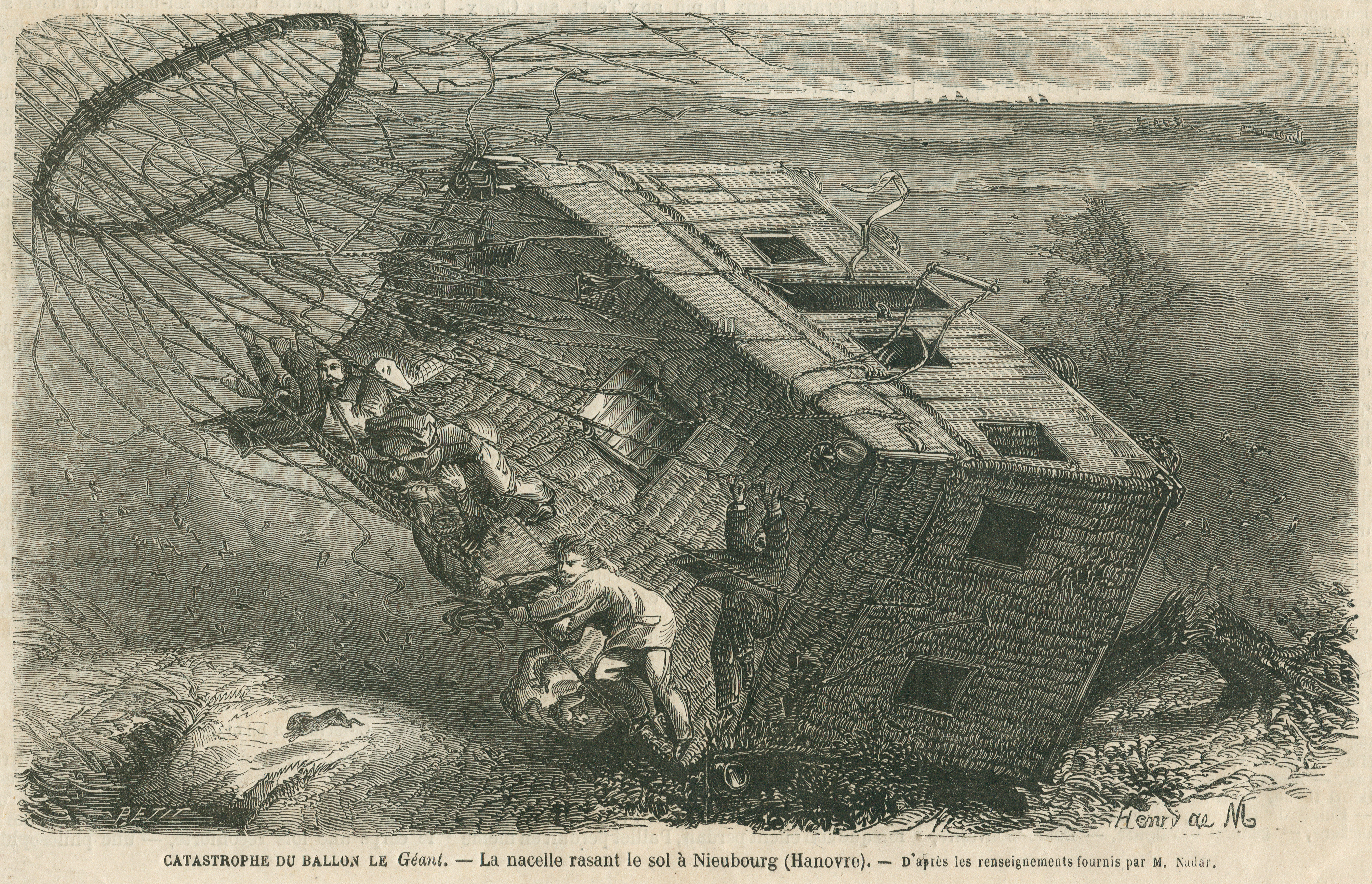
ハノーバー領内での「巨人号」飛行実験の失敗（1863年）

1863年ごろから、ナダールは「巨人号」（Le Geant）と名づけた巨大気球（高さ40メートル、空気の容量6,000立方メートル、13人乗り）を建造した。この計画はジュール・ヴェルヌの同年の小説『気球に乗って五週間』（Cinq semaines en ballon）にインスピレーションを与えたなどの反響があったが、10月4日のパリでの公開飛行では高度が上がらず飛行距離が伸びず失敗に終わった。10月18日、ナダール夫妻はパリを発ち、2度目の飛行実験のためハノーファーへ赴くがまたしても失敗し、妻は負傷した。
以後、資金が尽きたナダールは計画を中止し、将来の飛行技術は気球ではなく空気より重い飛行機械が先導するだろうことを確信する。ナダールは「空気より重い機械による飛行促進のための協会」（la Société d'encouragement de la navigation aérienne au moyen du plus lourd que l'air）を結成し、ナダール自身が会長を務め、ジュール・ヴェルヌが書記となった。「巨人号」は1864年9月にもブリュッセルで実験を行ったが、群衆が気球に殺到しないよう、安全な距離を置くために最新式の可動式バリアを使わねばならなかった。

### 普仏戦争と気球部隊

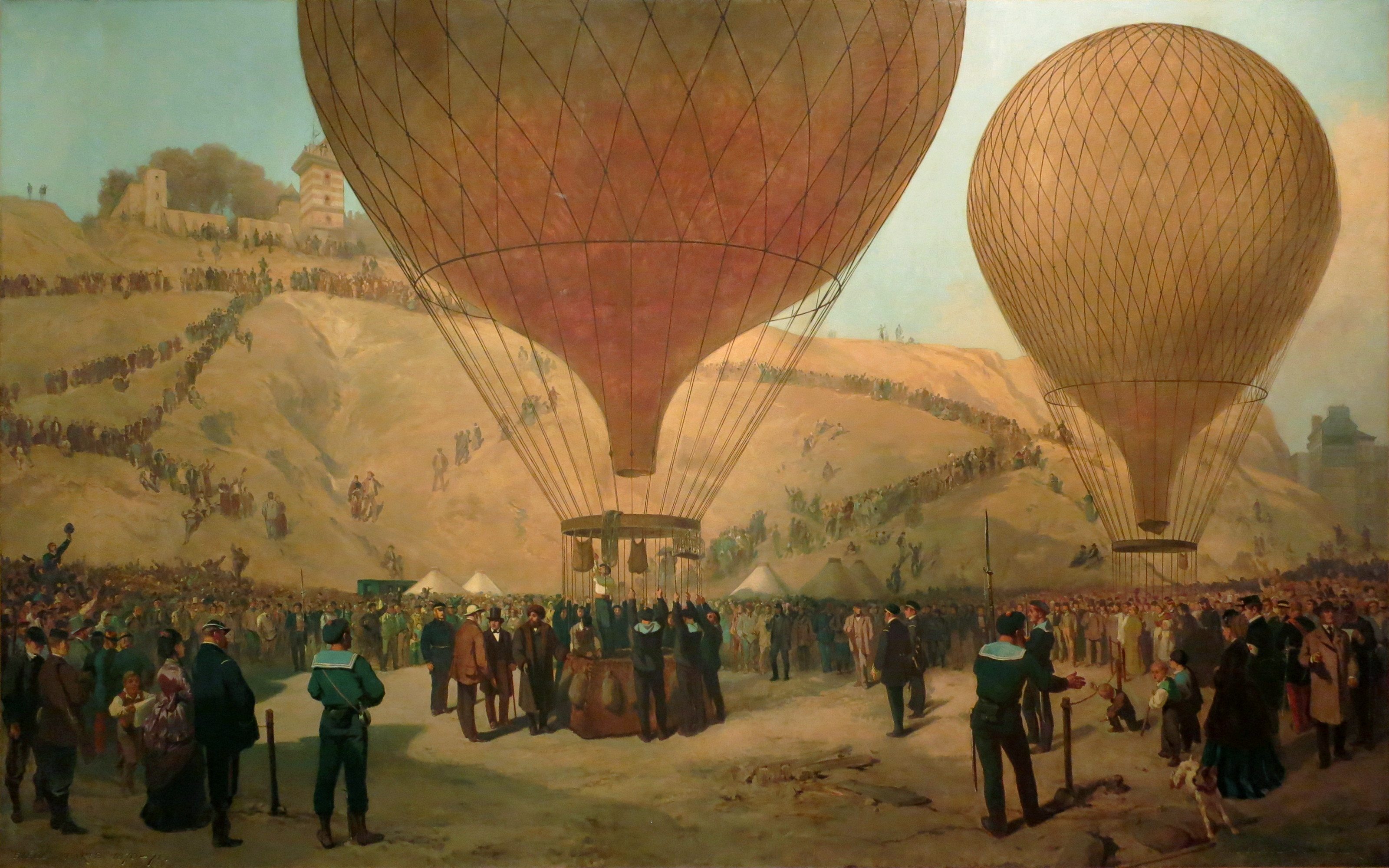
1870年10月7日、石炭ガス気球アルマン・バルベス号で包囲下のパリから出発するガンベタ

1870年から1871年の普仏戦争とプロイセン軍のパリ包囲戦に際して、ナダールは軍事用気球を建造して気球部隊を組織した。ナダールはモンマルトルに拠点を置き、「ジョルジュ・サンド号」（le George-Sand）、「アルマン・バルベス号」（l’Armand-Barbès）、「ルイ・ブラン号」（le Louis-Blanc）と名づけた3機の気球で、パリに迫る敵の偵察と撮影、地図作成、手紙の輸送などの作戦に従事した。当時の内務大臣で後の第三共和制成立に重要な役割を果たした愛国者レオン・ガンベタは、パリ包囲後の1870年10月7日にアルマン・バルベス号でパリを脱出し、トゥールに設置されていた国防政府派遣部に合流して指導者となった。
1870年9月から1871年1月までの間に、ゴダール兄弟がリヨン駅で、ナダールがパリ北駅で、それぞれ臨時の軽気球工場を運営した。66機の気球が建造され、包囲され電信ケーブルも切断されたパリから各地への11トン・250万通の郵便の輸送に従事した。これが世界最初の飛行機械の大量生産であり、世界最初の航空郵便でもあった。しかし軽気球の飛行は風任せの飛行でありどこに着地するかは予測できず、中には海に落ちて行方不明になったもの、プロイセン軍占領地域に着地して没収されたもの、ノルウェーにまで飛んで行き、期せずして当時の飛行最長記録を打ち立てたものもあった。地方からパリ市内に向けて気球を正確に着地させることは不可能だったため、気球はすべてパリ発の一方通行で、地方からの返信にはもっぱら伝書鳩が用いられた。

### 晩年

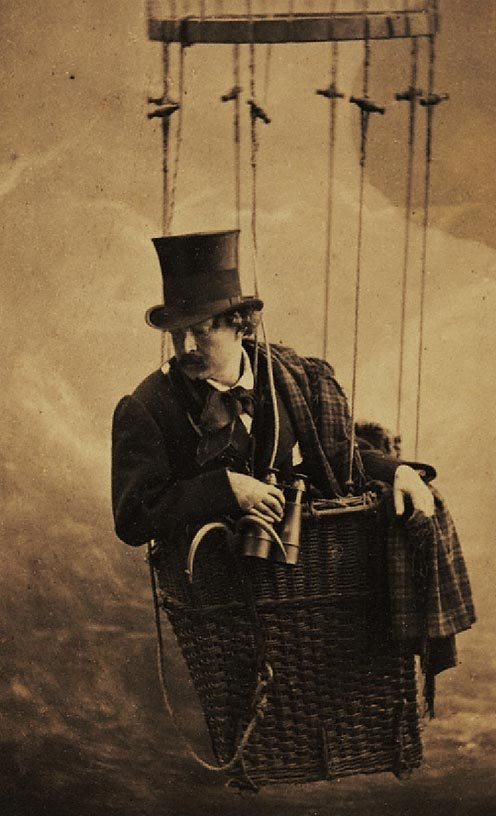
気球に乗ったセルフ・ポートレート

パリ・コミューン崩壊後、挫折を味わったナダールは写真制作にもどり、これに熱心に打ち込んだ。この時期、1874年4月、ナダールは自分のスタジオをモネ、ドガ、ルノワール、セザンヌ、ピサロ、モリゾ、ギヨマン、シスレーら画家たちによる展覧会の会場として貸した。当時嘲笑の的となったこの展覧会が、後に第1回印象派展と呼ばれる展覧会である。
ナダールはこの後キャプシーヌ大通りのスタジオを失ったが、妻による財政支援によってパリ8区フォーブール・サン＝トノレ街（Rue du Faubourg-Saint-Honoré）に新しいスタジオを構えた。1886年、ナダールは記者となっていた息子のポール・トゥールナションによる、当時100歳の化学者ミシェル＝ウジェーヌ・シュヴルール（Michel Eugene Chevreul）のインタビューに同行し数枚の写真を撮った。同年9月に新聞に掲載されたインタビューはこのとき撮ったシュヴルールの写真があしらわれたもので、世界最初のフォト・インタビューとなった。
1887年、ナダールは隠居用の邸宅ないし庵であるエルミタージュ・ドゥ・ノートルダム＝＝コンソラション (fr) をパリ南東近郊ドラヴェイユにあるセナールの森の中に買い、1894年までそこに住みパリから友人たちを迎えた。ナダールは病気がちになったが、この邸宅でゆっくり休むことができた。77歳のときに写真家として再度挑戦する気になり、息子ポールにパリでのビジネスをゆだね、ナダール自身は南仏のマルセイユで写真館を開いた。「フランス写真界の長老」ナダールはマルセイユで成功を収め、フレデリック・ミストラルら南仏の知識人らと親交を結んだ。1900年、パリ万博において、息子ポールの企画したナダール回顧展は大きな反響を呼び、ナダールは受賞した。1904年にパリに戻り、1910年に89歳の生涯を閉じた。

## ナダールによる19世紀後半の有名人たちの肖像写真

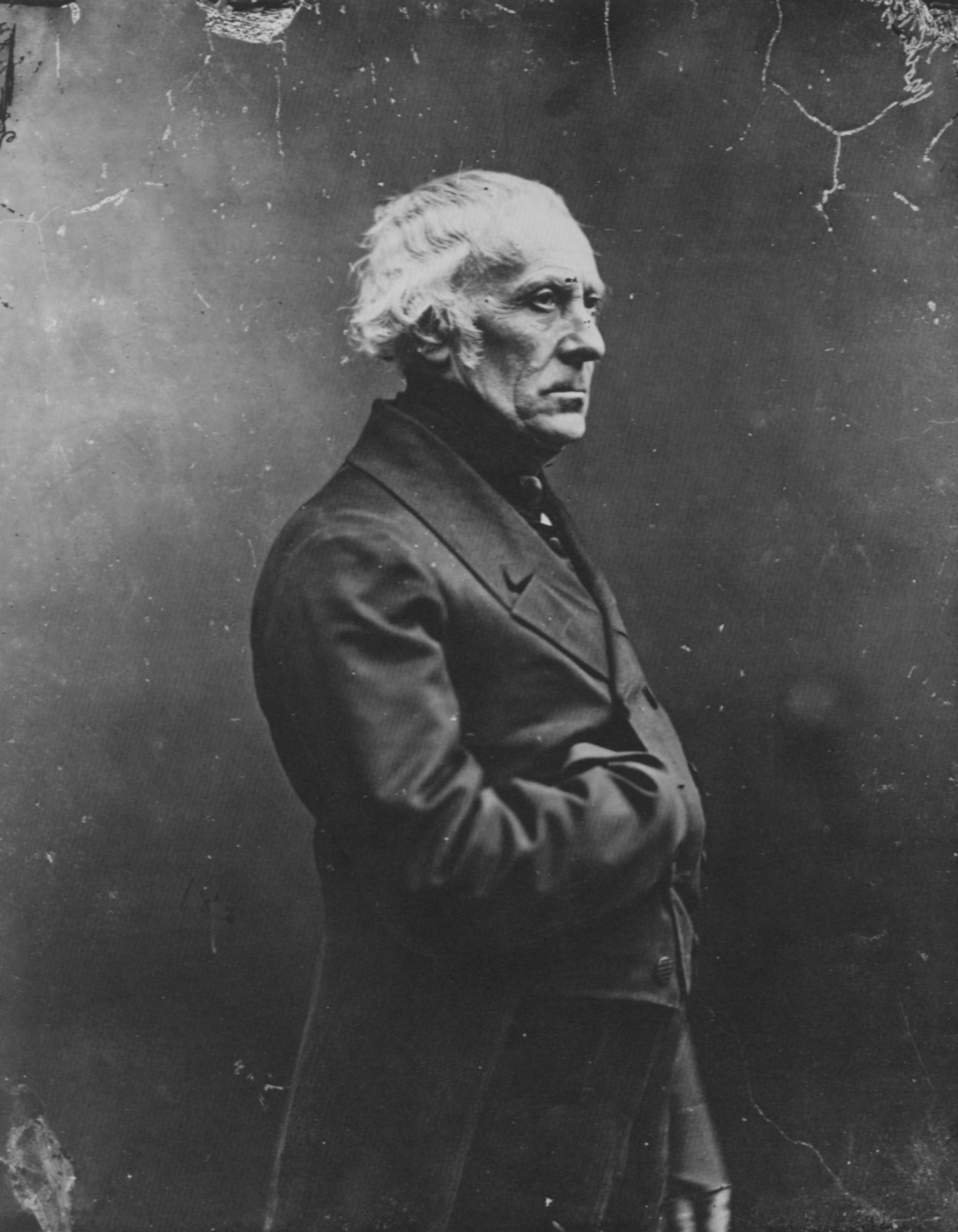
フランソワ・ピエール・ギヨーム・ギゾー
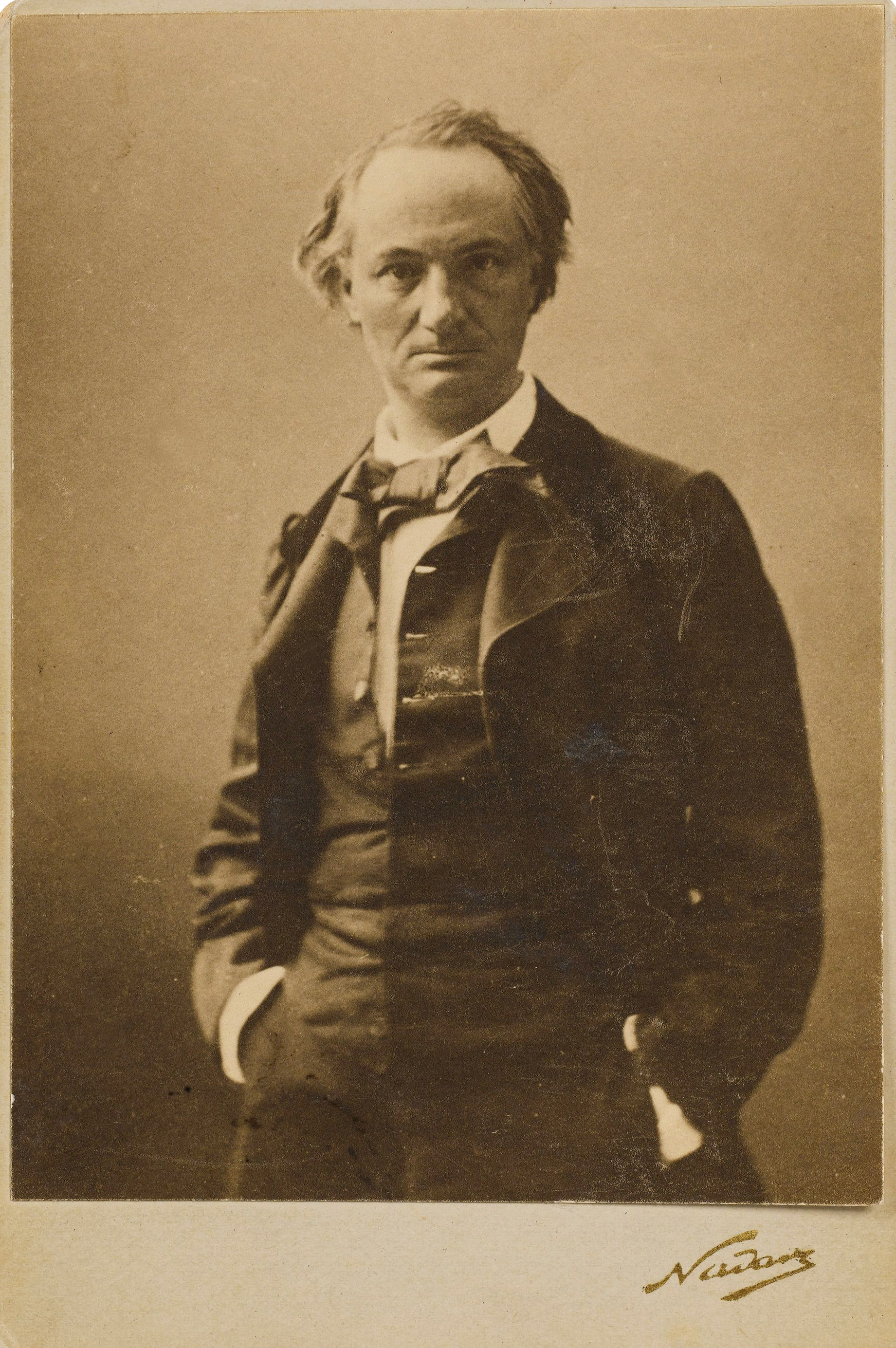
シャルル・ボードレール
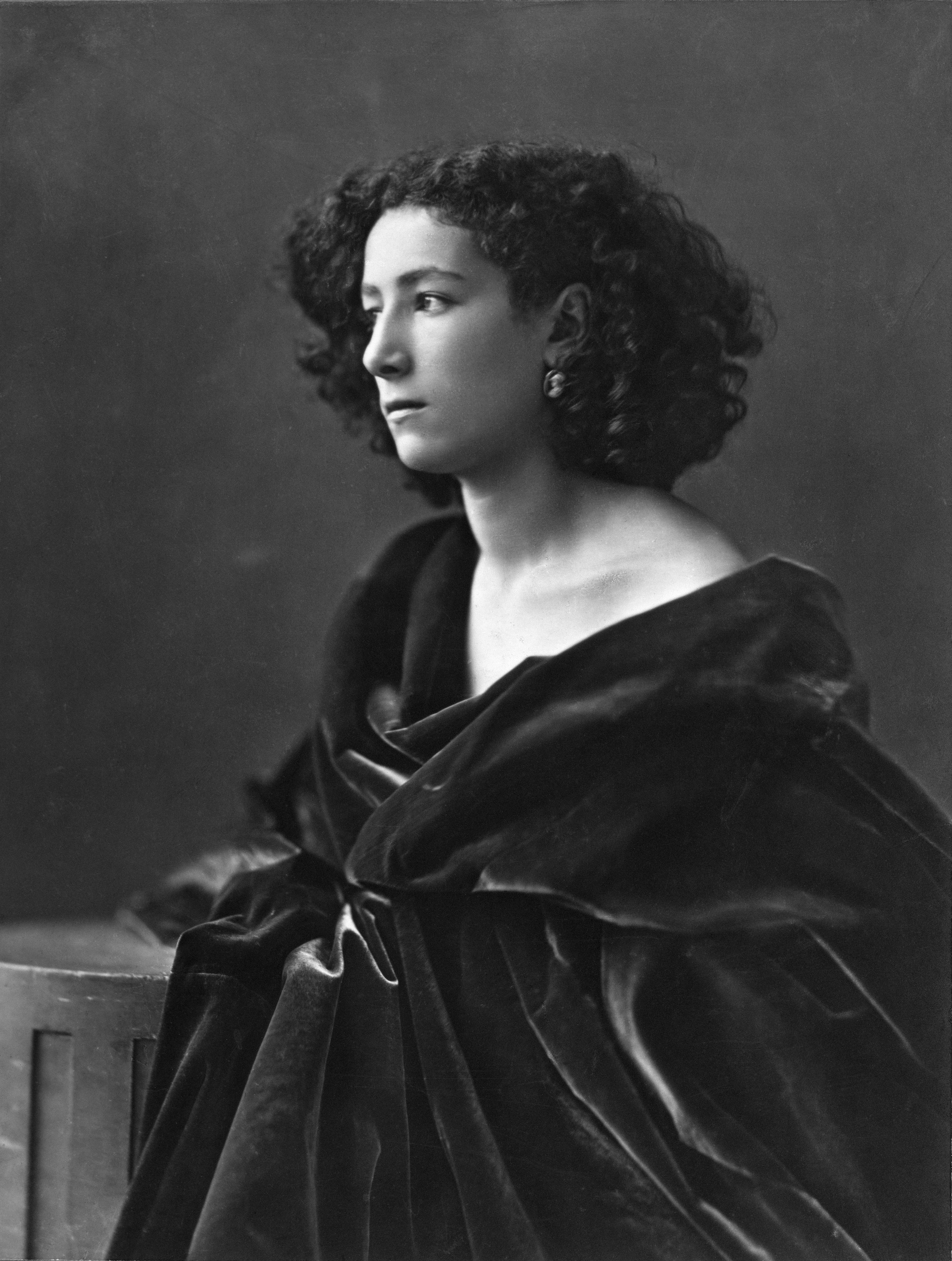
サラ・ベルナール
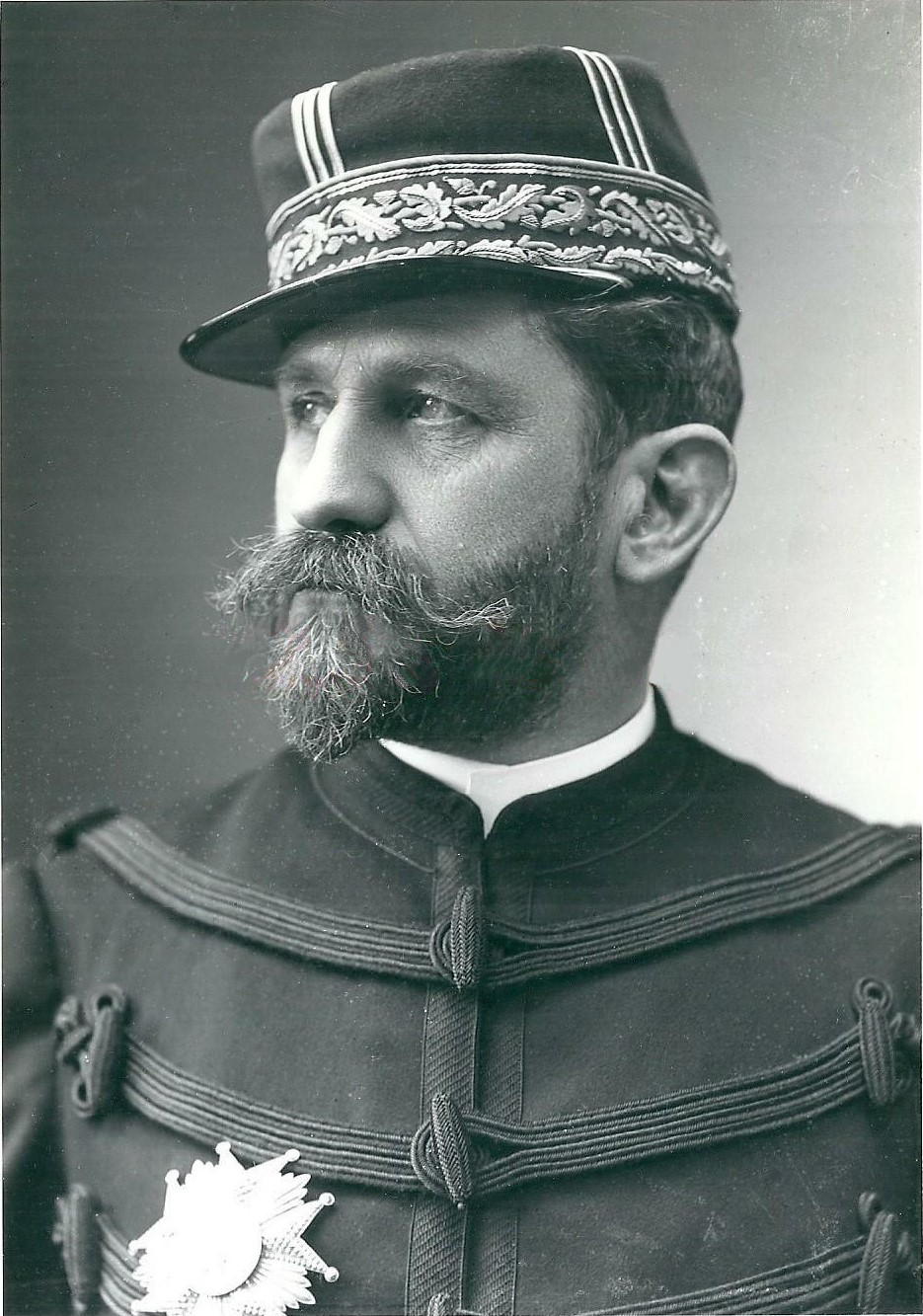
ジョルジュ・ブーランジェ
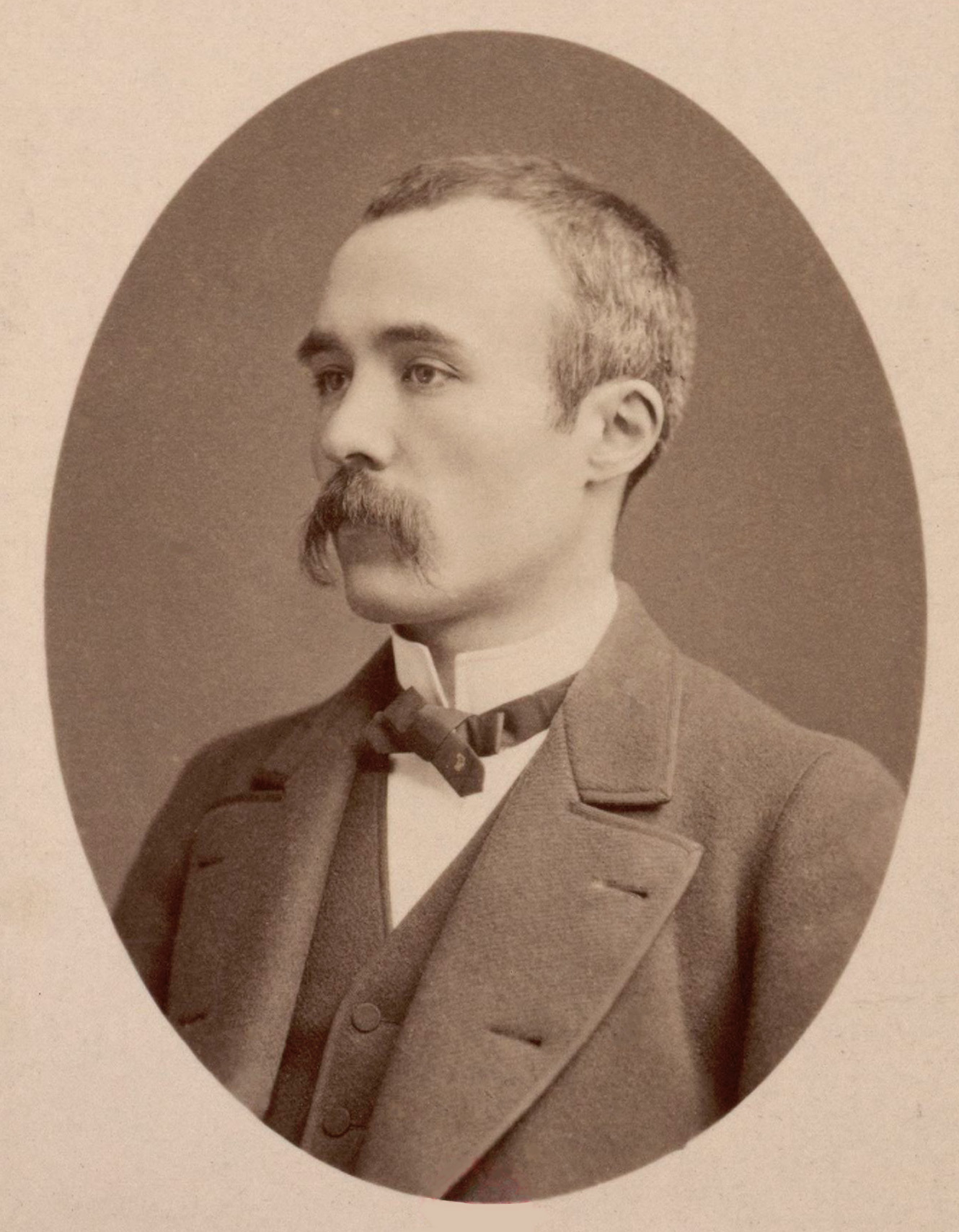
ジョルジュ・クレマンソー
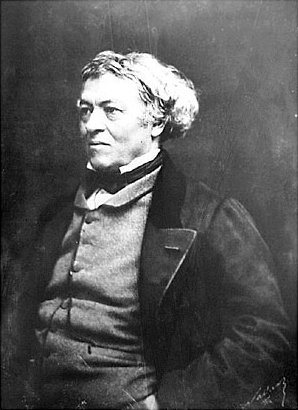
ジャン＝バティスト・カミーユ・コロー
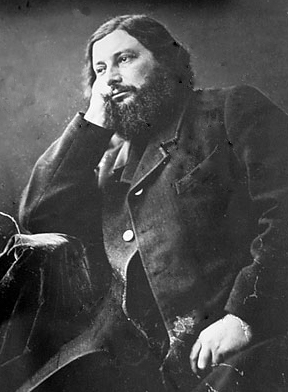
ギュスターヴ・クールベ
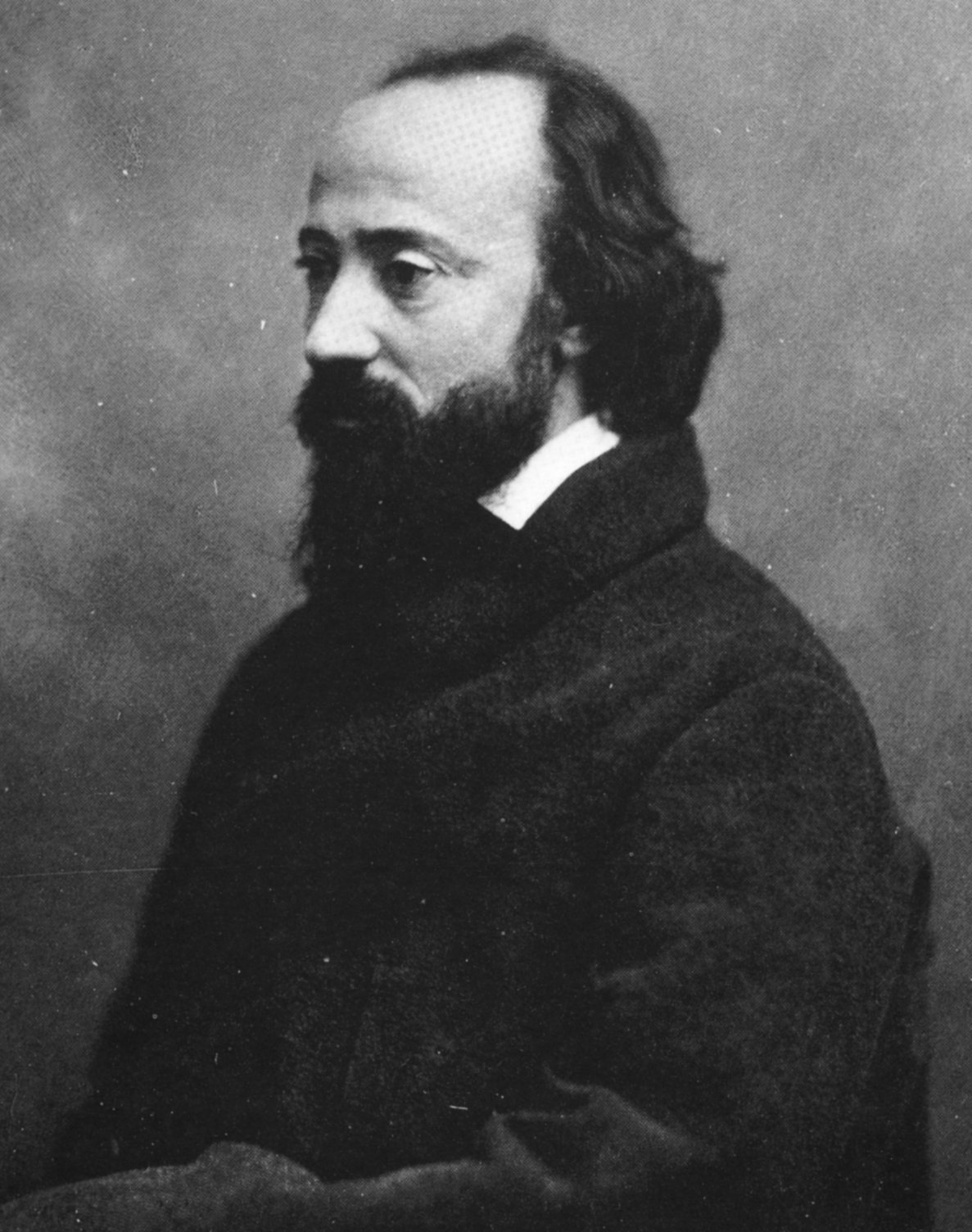
シャルル・フランソワ・ドービニー
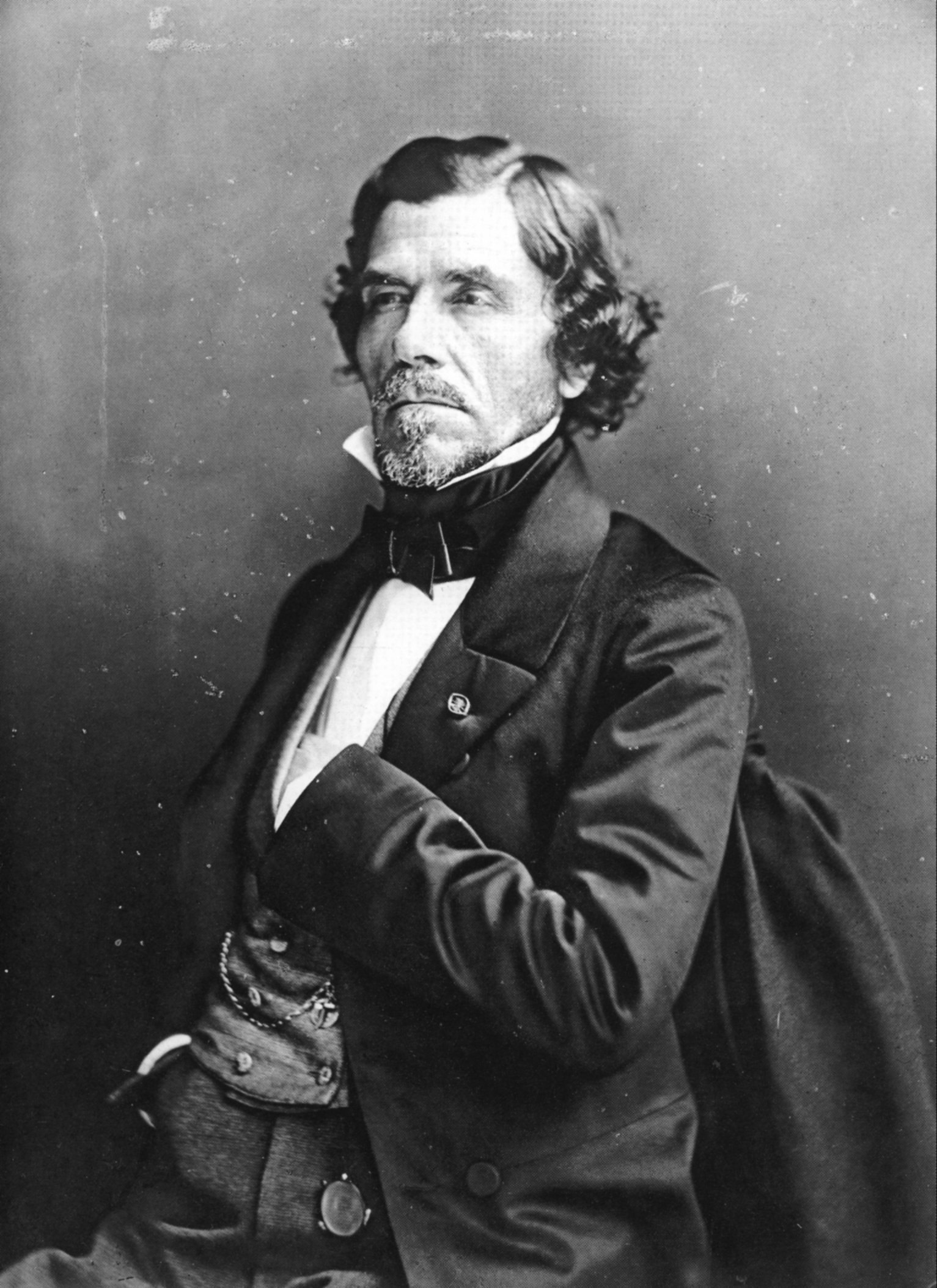
ウジェーヌ・ドラクロワ
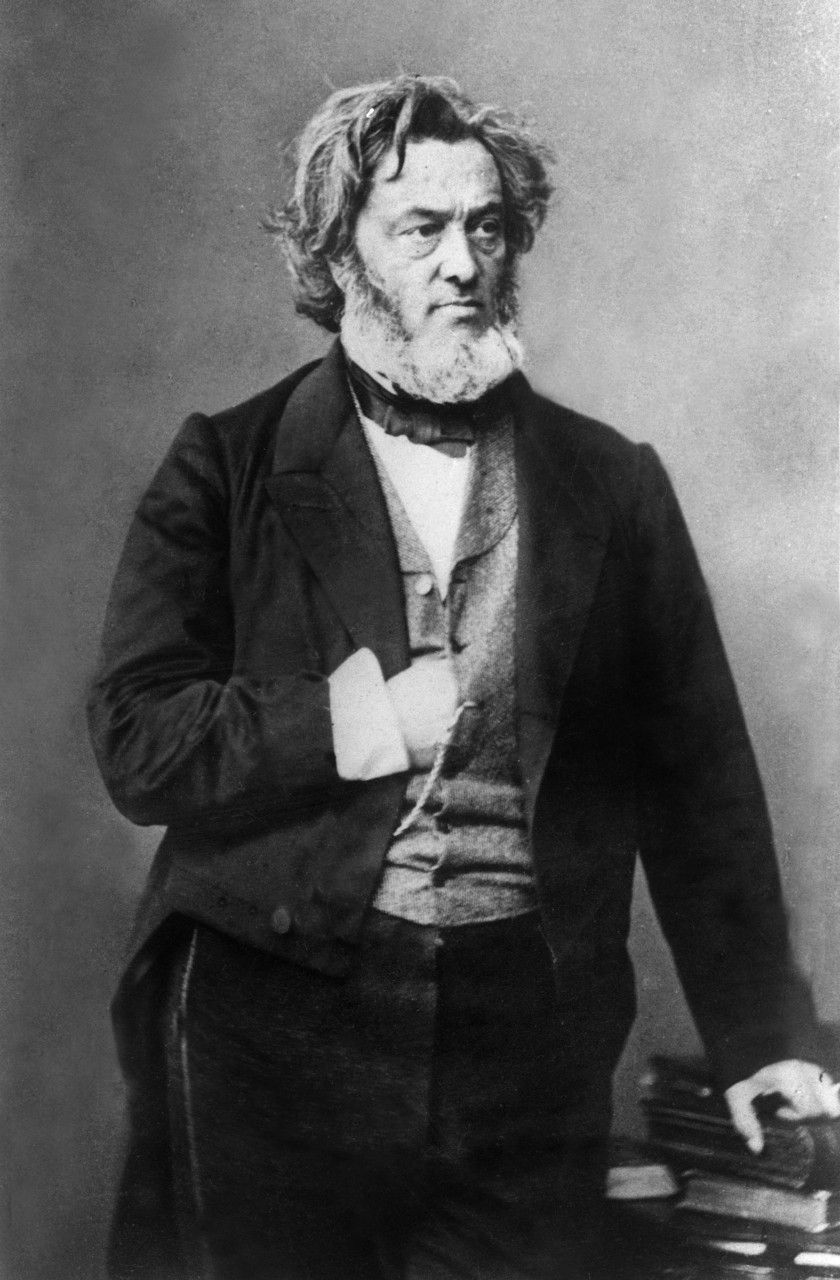
ジュール・ファーヴル（英語版）
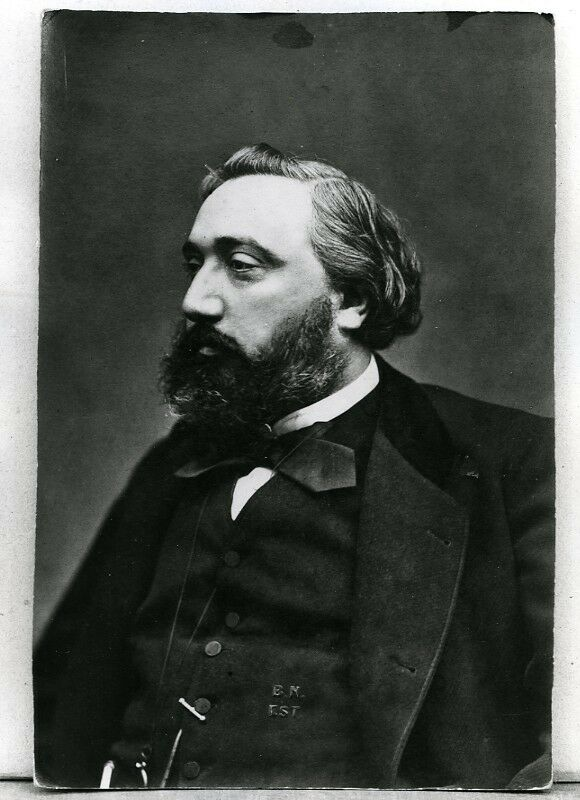
レオン・ガンベタ、1870年
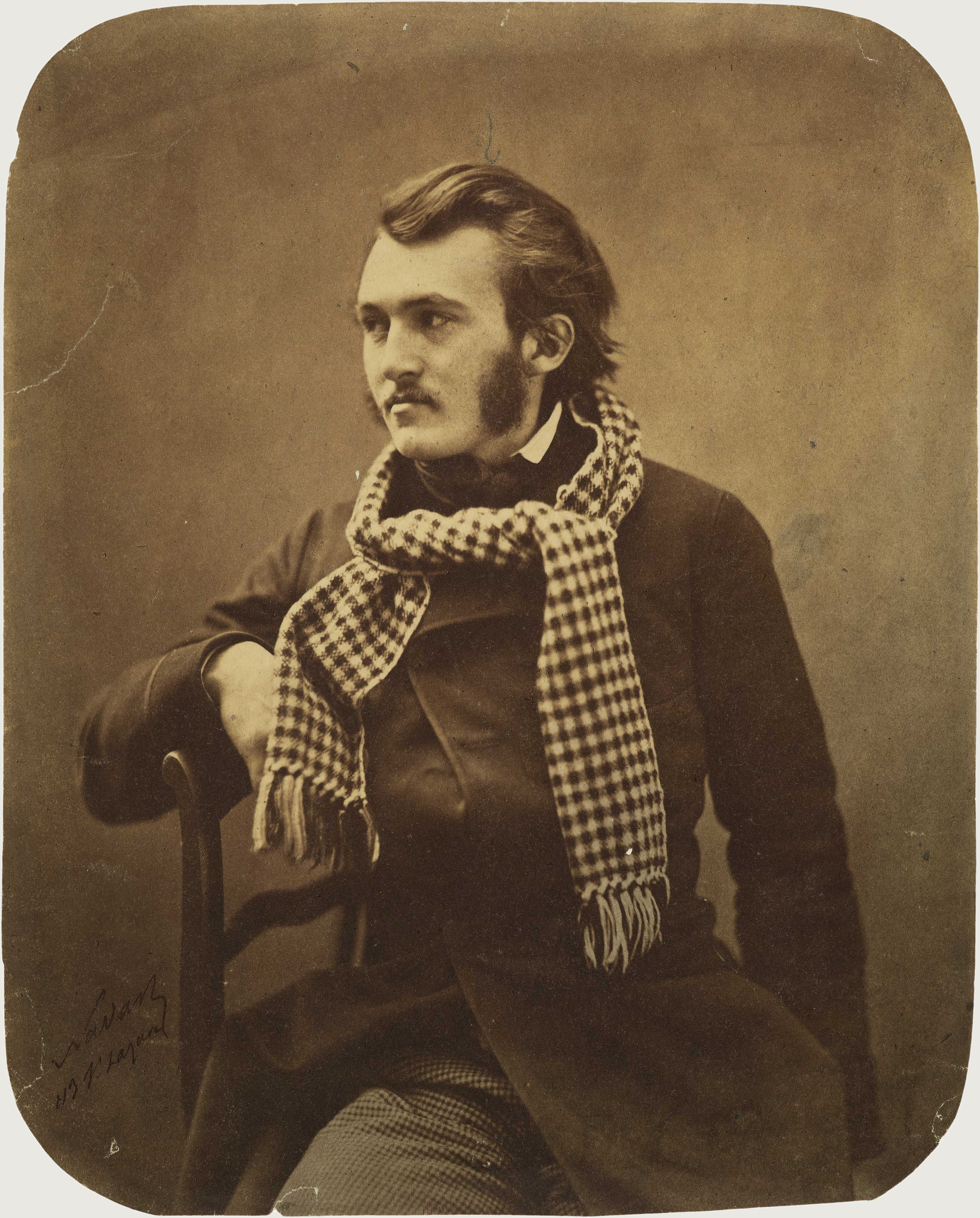
ギュスターヴ・ドレ
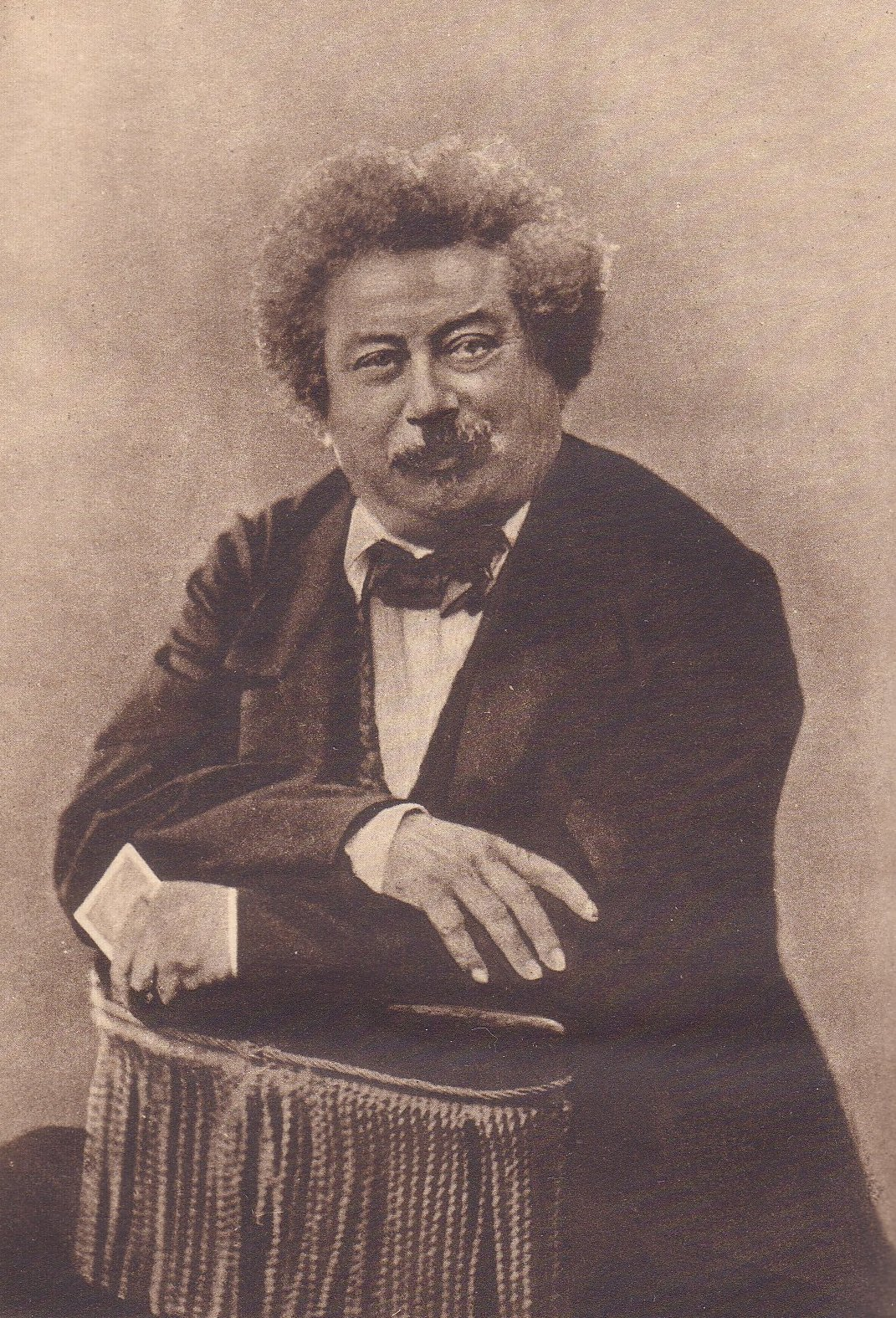
アレクサンドル・デュマ・ペール
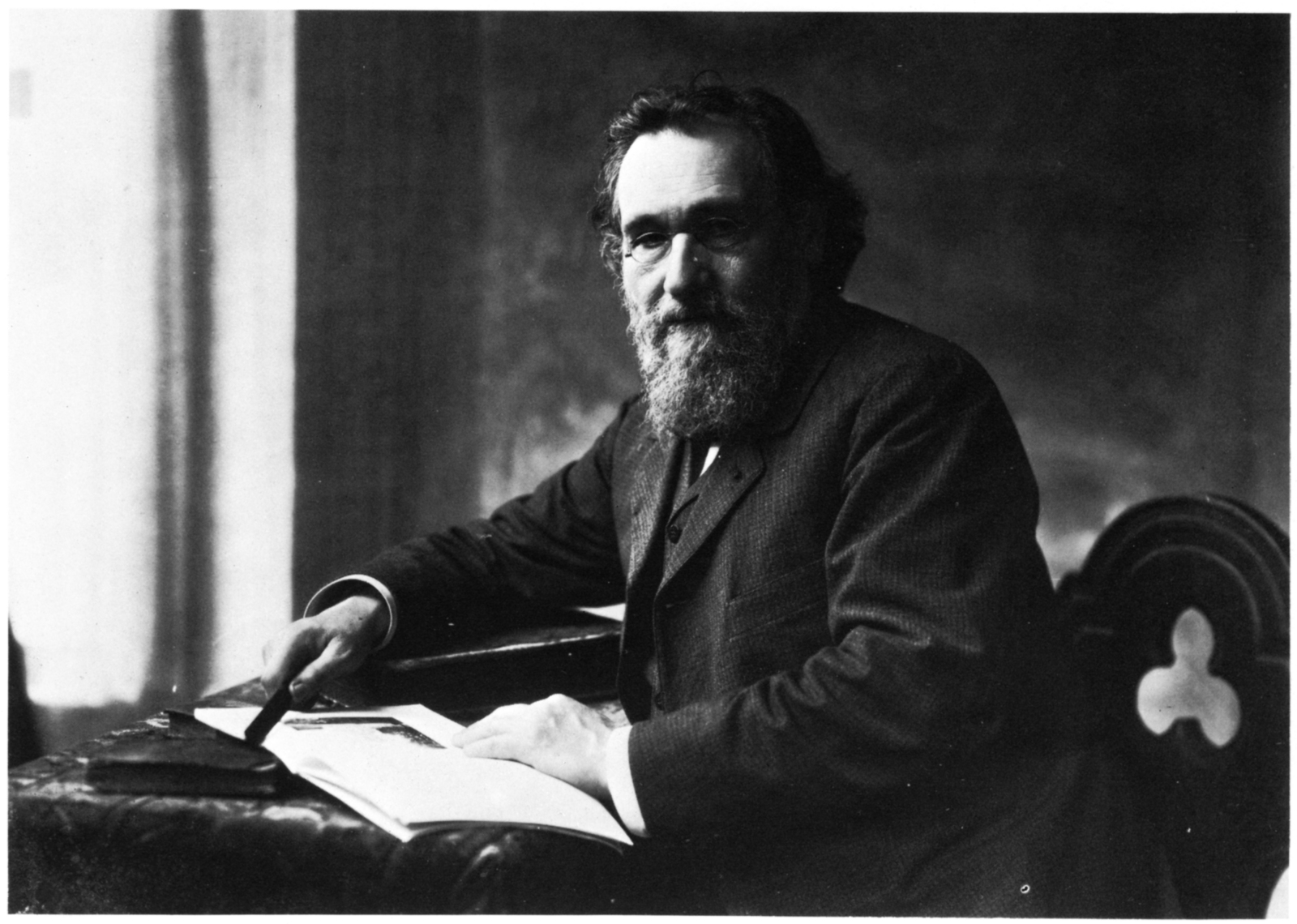
イリヤ・メチニコフ
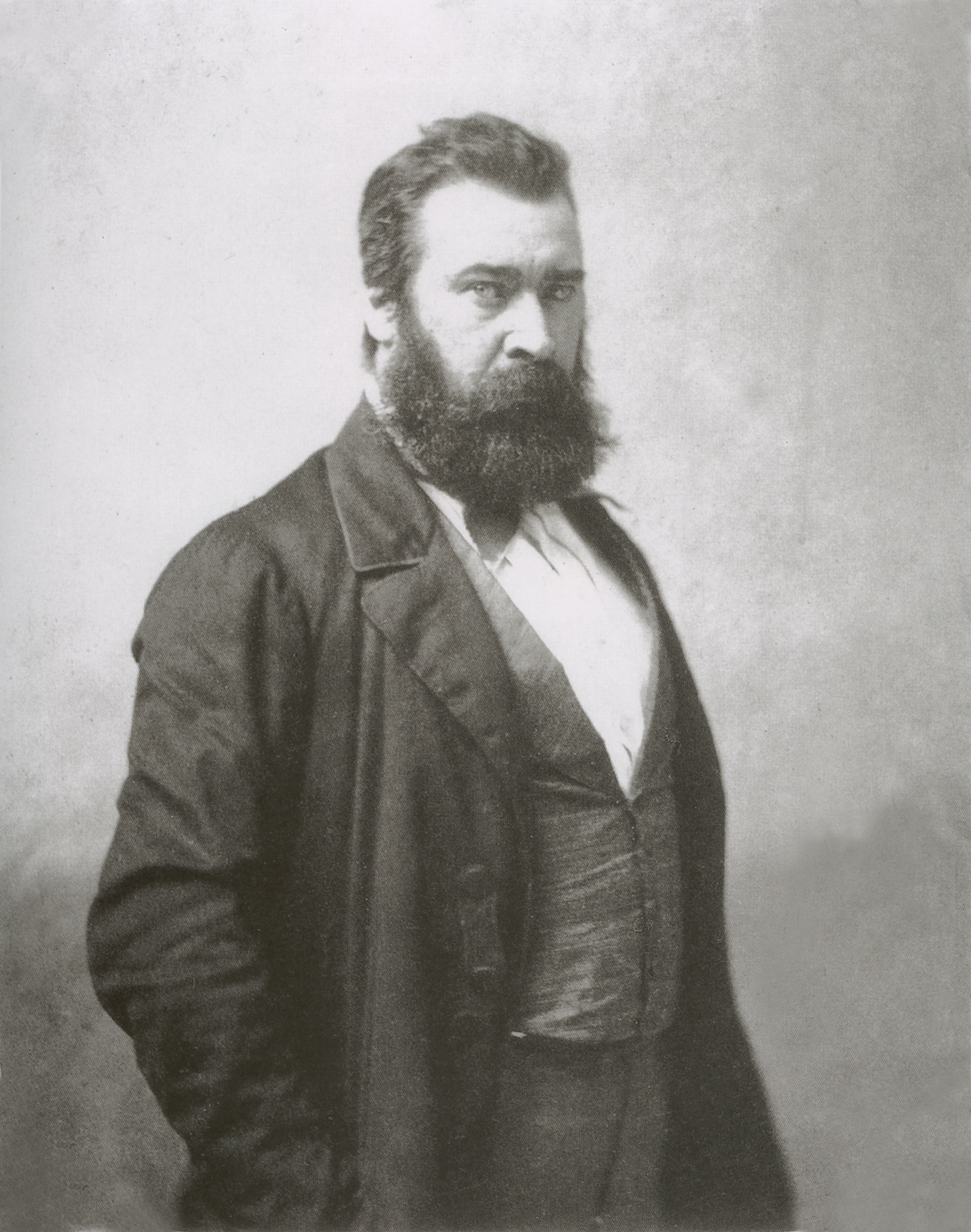
ジャン＝フランソワ・ミレー
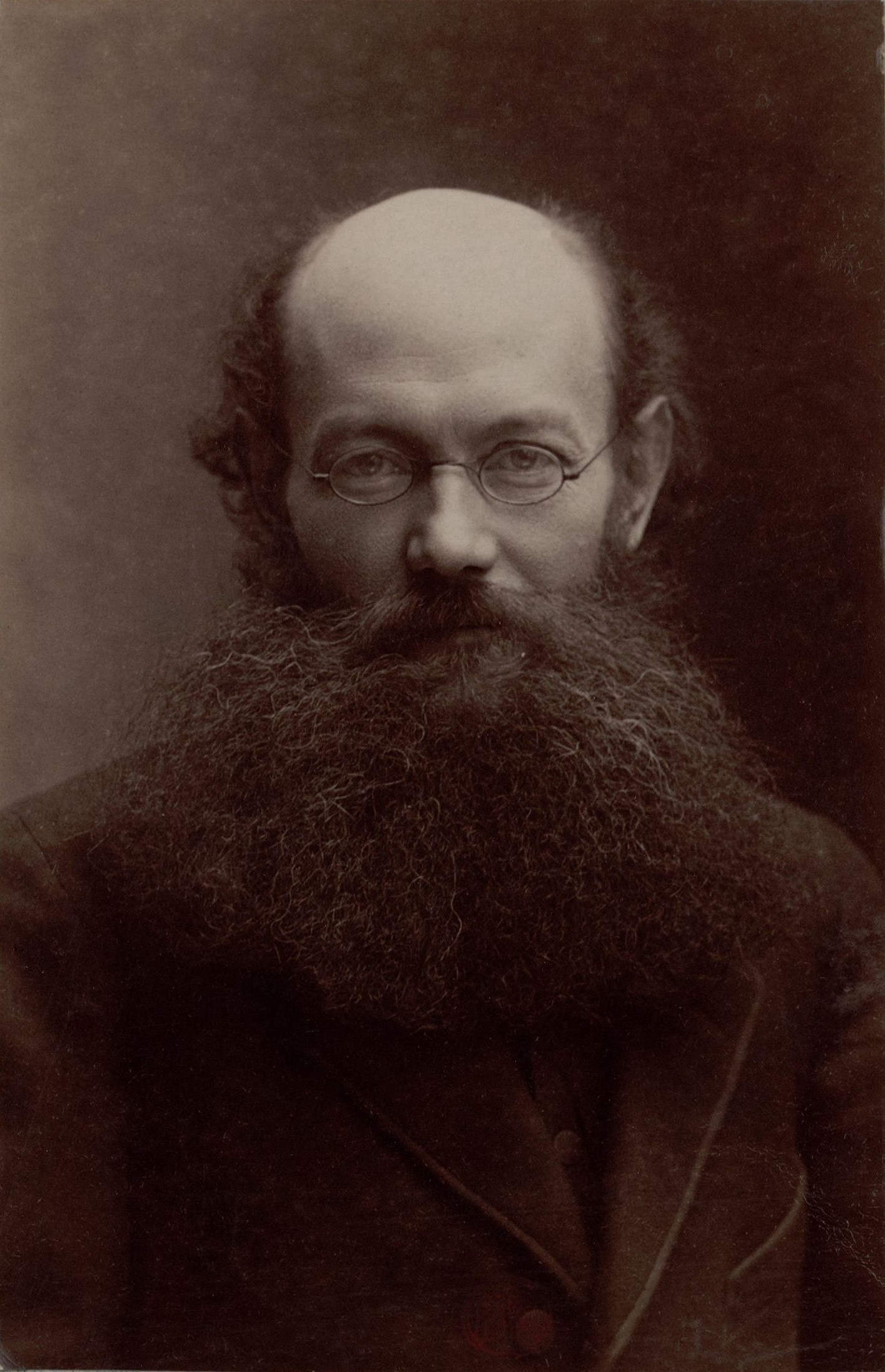
ピョートル・クロポトキン
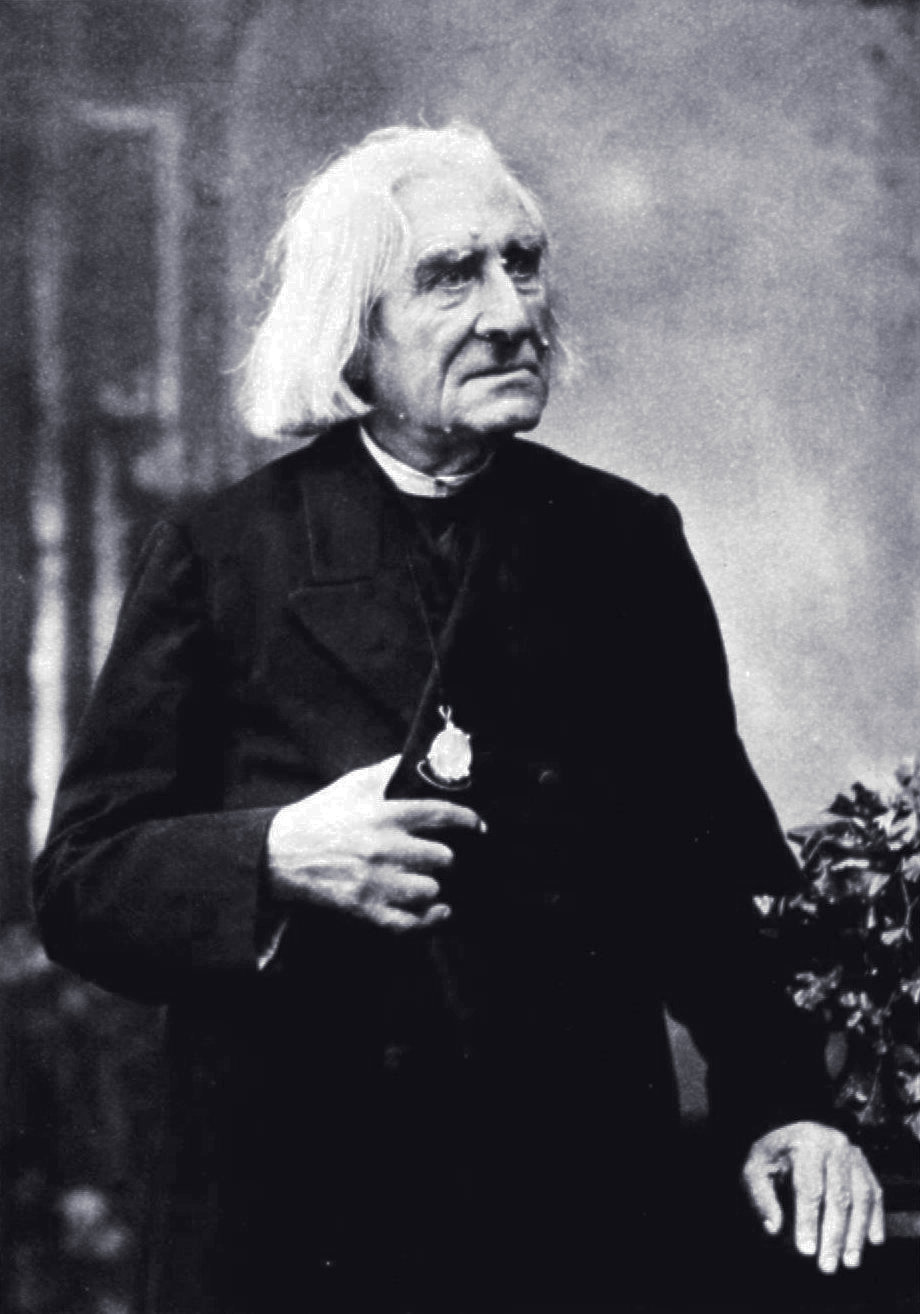
フランツ・リスト
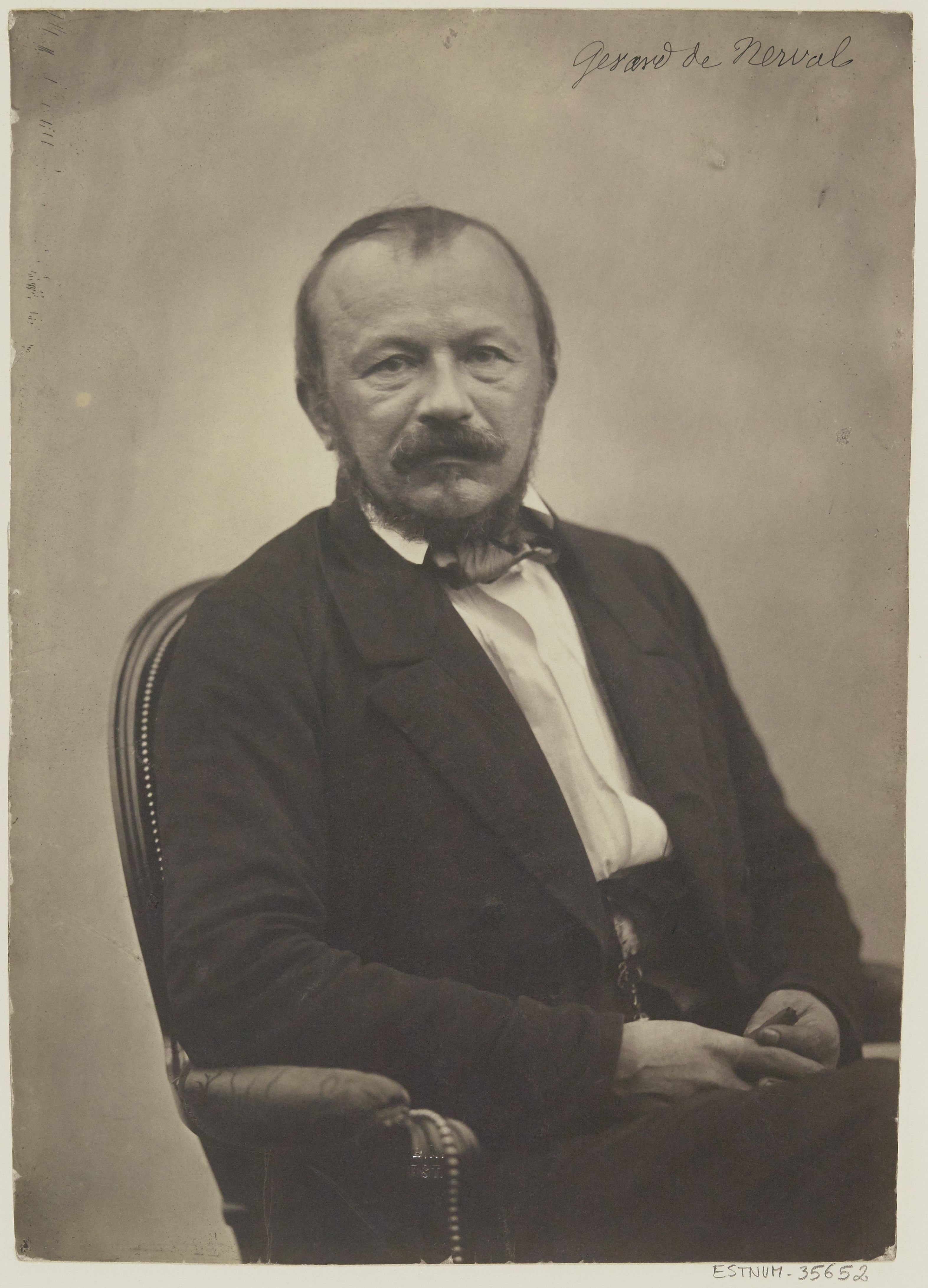
ジェラール・ド・ネルヴァル
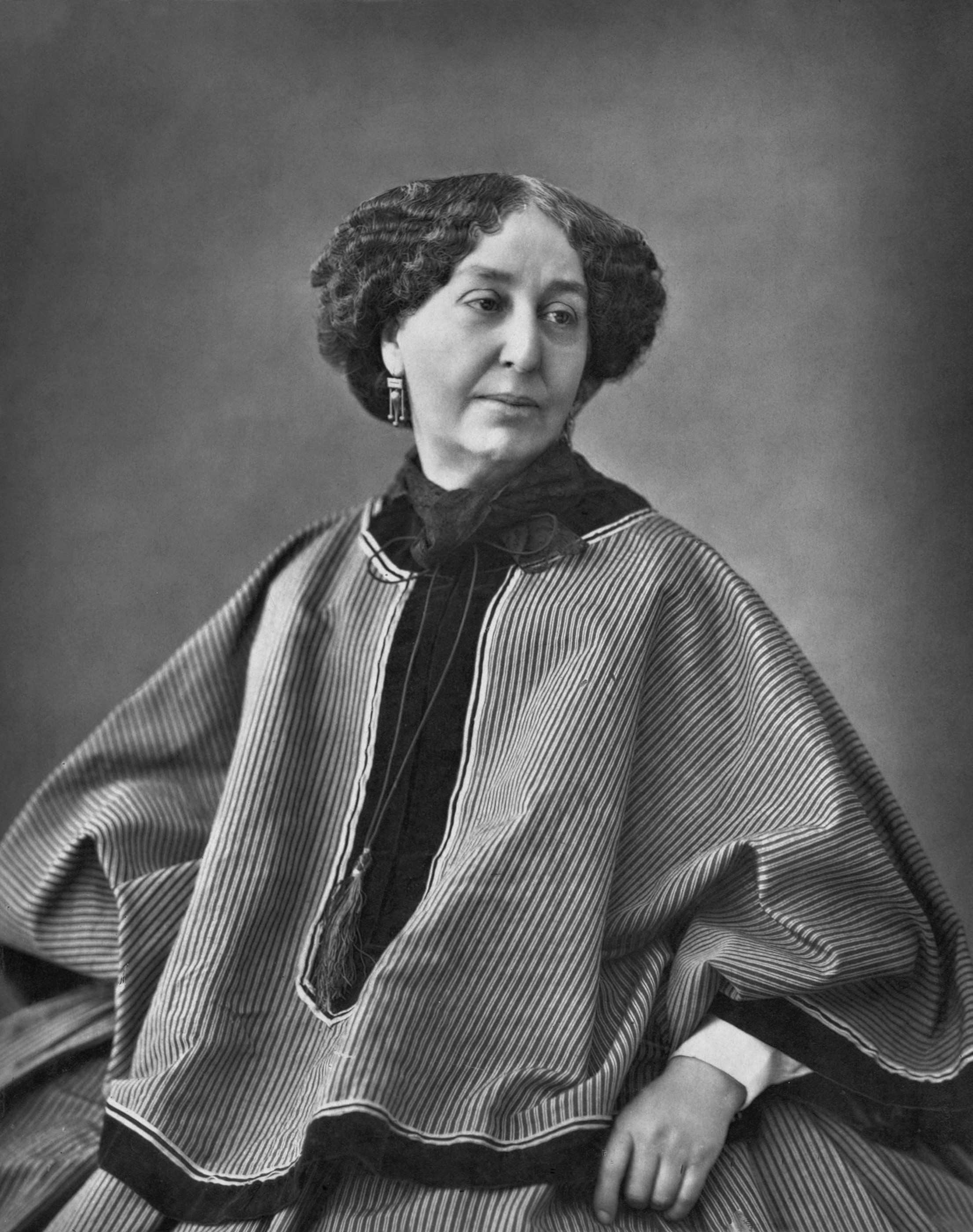
ジョルジュ・サンド、1864年
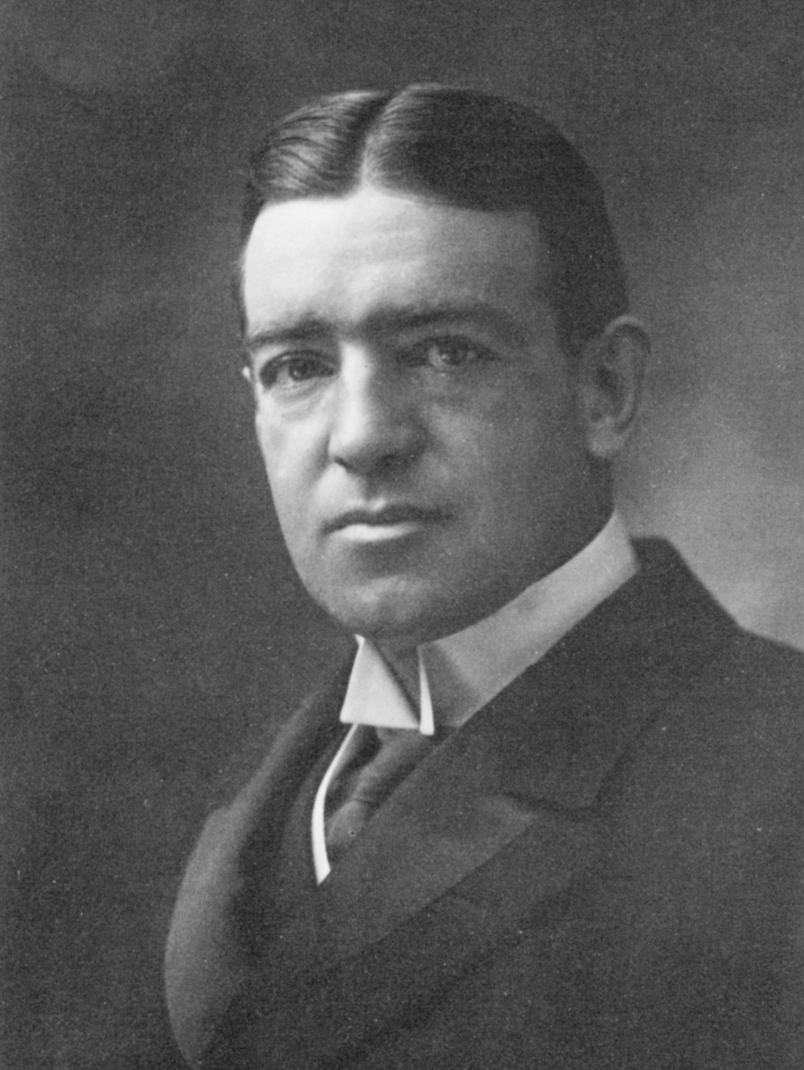
アーネスト・シャクルトン
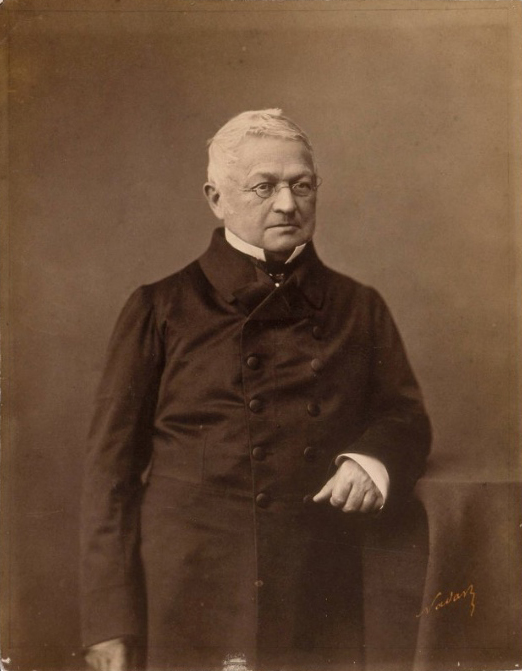
アドルフ・ティエール
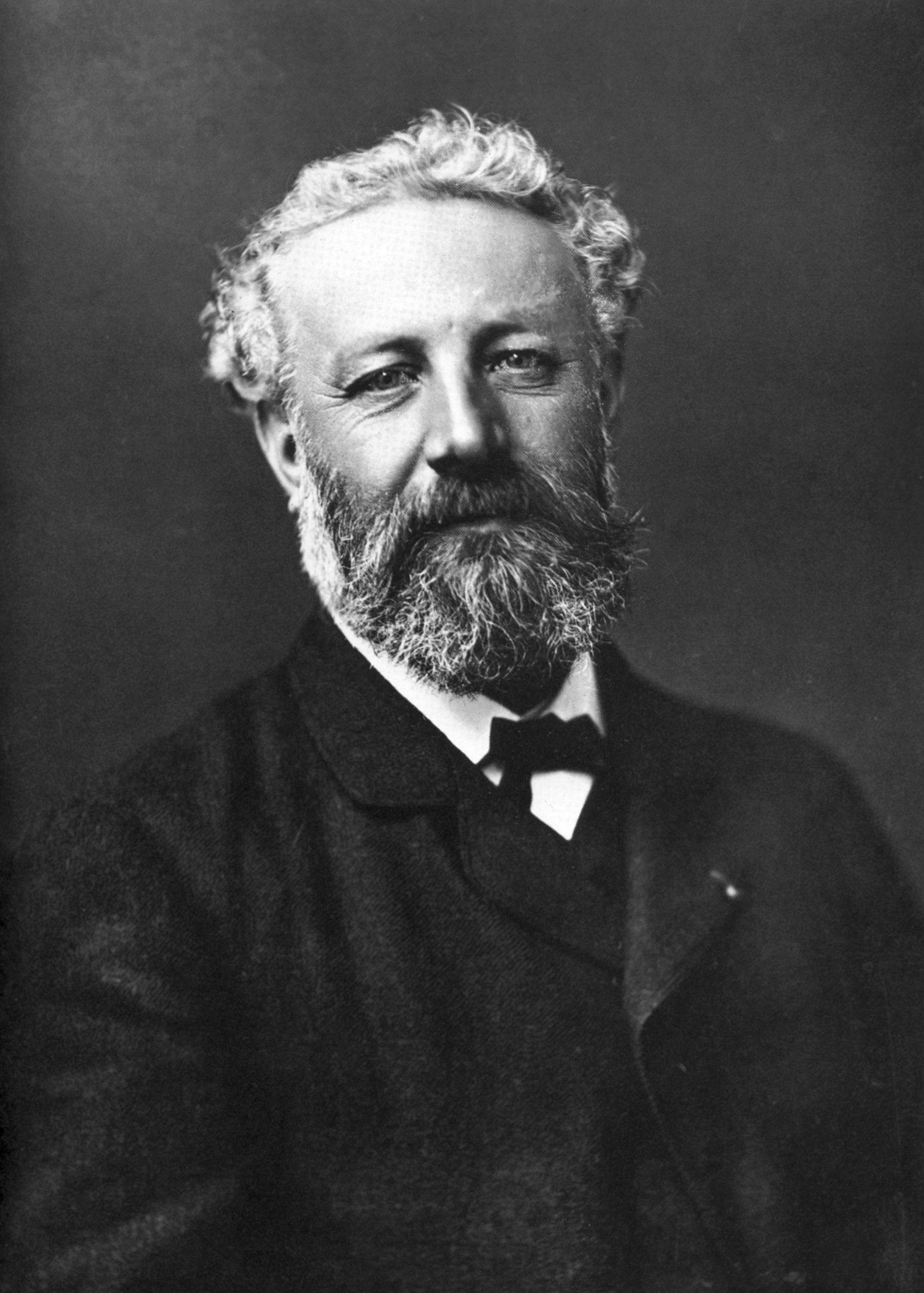
ジュール・ヴェルヌ
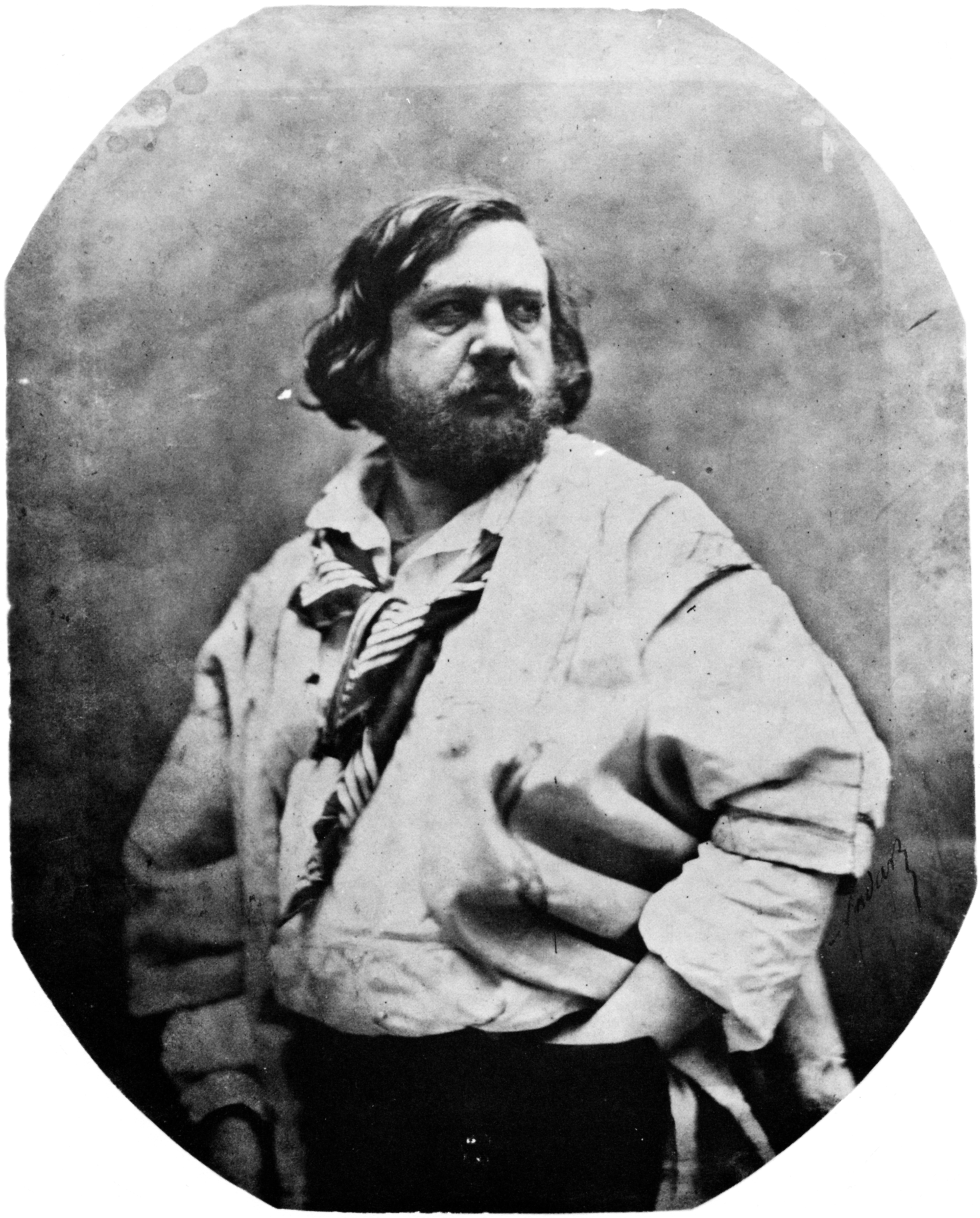
テオフィル・ゴーティエ
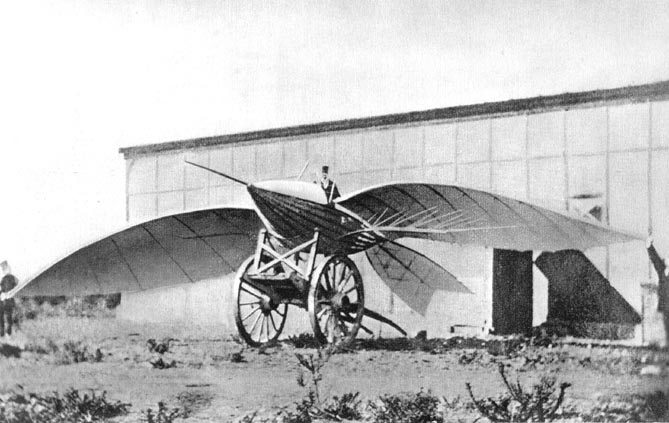
ジャン＝マリー・ルブリとルブリの造った飛行機械、アルバトロスII
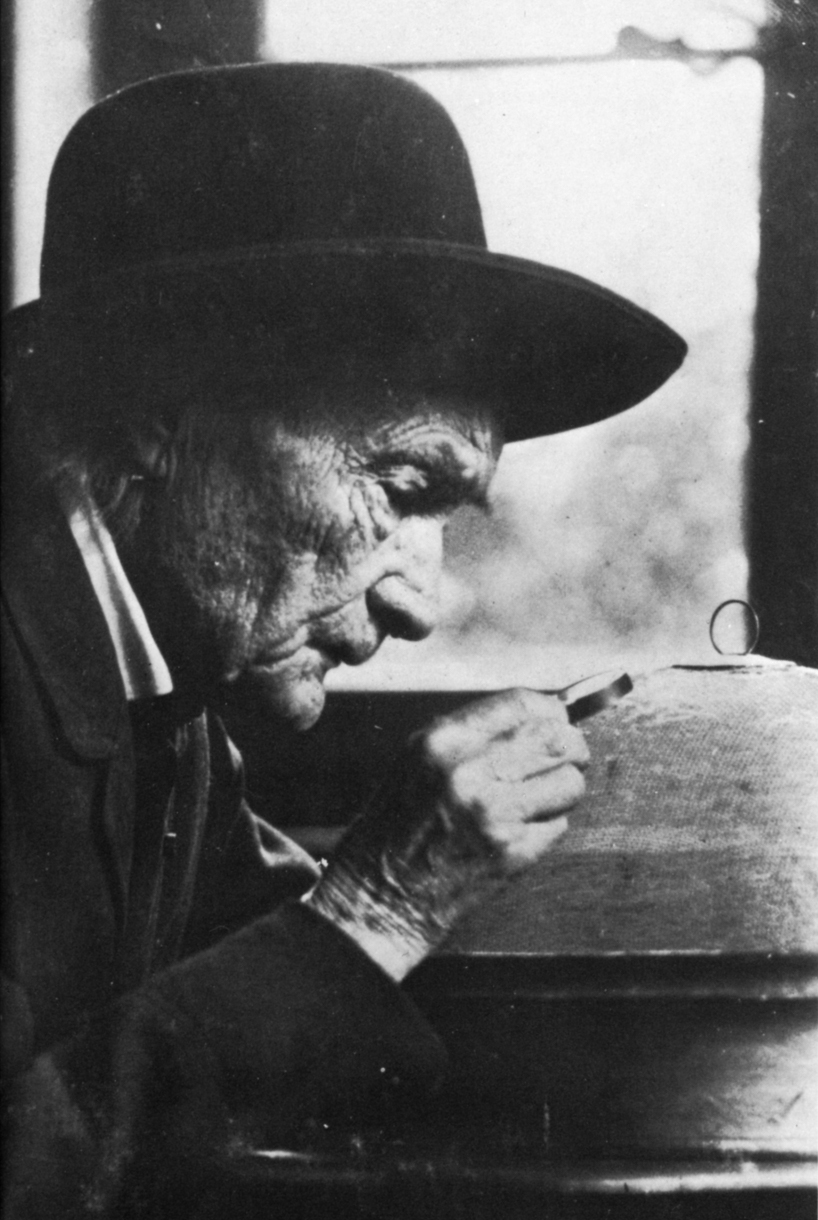
ジャン・アンリ・ファーブル